# ATP World Tour 2010
L'ATP World Tour 2010 è stato un insieme di tornei organizzati dall'ATP divisi in quattro categorie: tornei del Grande Slam, Masters 1000, 500 e 250. A questi si sono aggiunti aggiungono anche la World Team Cup, la Coppa Davis, l'ATP World Tour Finals e la Hopman Cup.

Mappa dell'ATP World Tour 2010 (in bianco i numeri di tornei che si disputano in quel Paese)

## Calendario
Questo è il calendario completo degli eventi del 2010, con i risultati in progressione dai quarti di finale.

## Legenda
| Grande Slam                 |
| ATP World Tour Finals       |
| ATP World Tour Masters 1000 |
| ATP World Tour 500          |
| ATP World Tour 250          |
| Torneo a squadre            |

### Gennaio

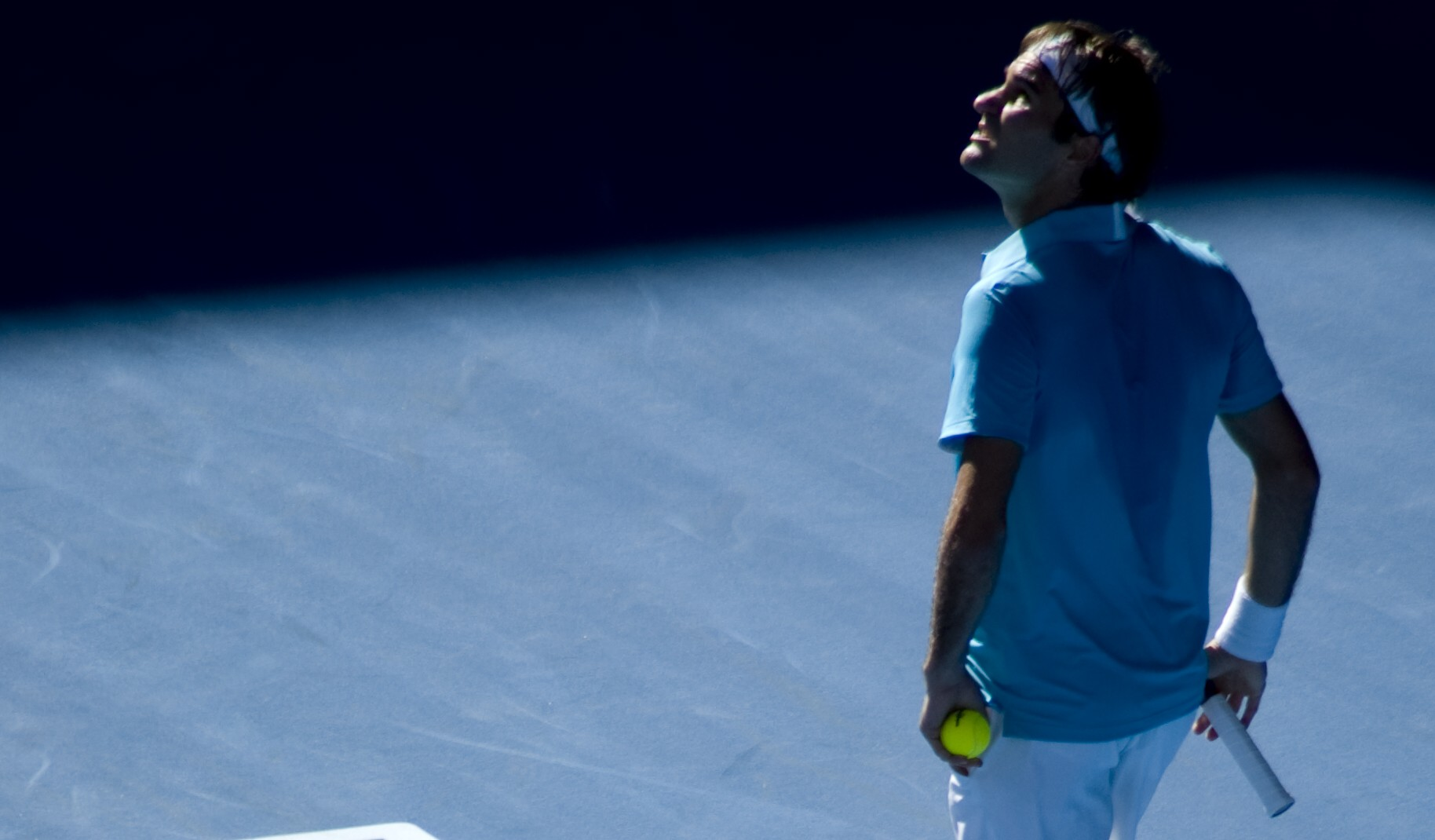
Il vincitore degli Australian Open Roger Federer.

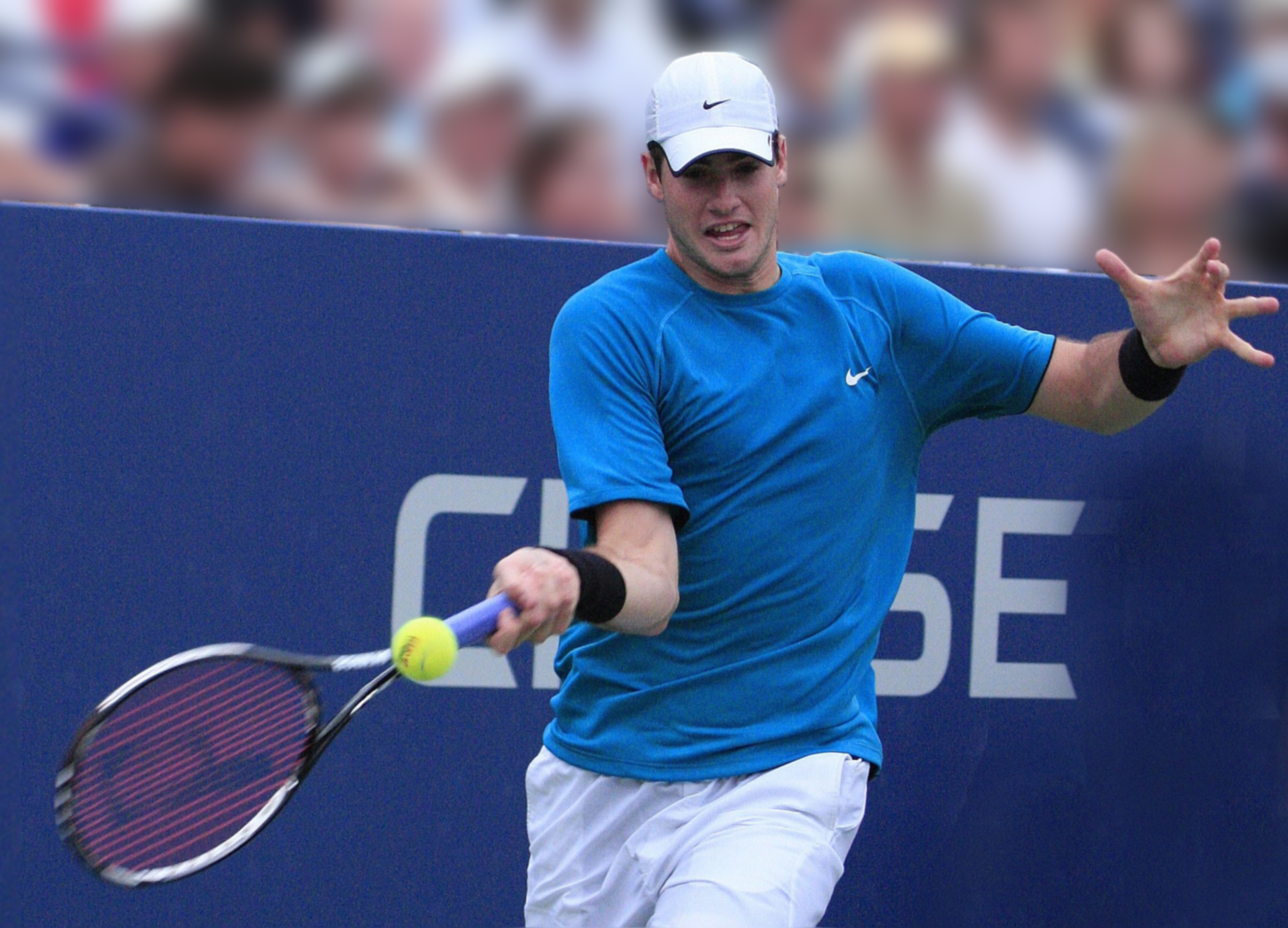
John Isner, al suo primo successo in carriera a Auckland.

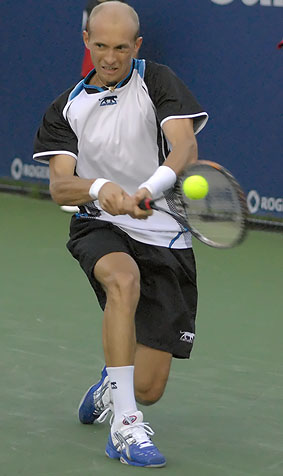
Il russo Nikolaj Davydenko, ha trionfato a Doha battendo tra gli altri Roger Federer.

| Settimana             | Torneo | Campioni                                        | Finalisti                            | Semifinalisti                                                 | Eliminati ai quarti                                          |
| --------------------- | --- | ----------------------------------------------- | ------------------------------------ | ------------------------------------------------------------- | ------------------------------------------------------------ |
| 4 gennaio             | Hopman Cup 2010 Perth, Australia Hopman Cup 1 000 000 A$ - Cemento indoor - 8 squadre (RR)                                        | Spagna 2–1                                      | Gran Bretagna                        | Perdenti Round Robin (Gruppo A) Stati Uniti Australia Romania | Perdenti Round Robin (Gruppo B) Kazakistan Russia Germania   |
| 4 gennaio             | Brisbane International 2010 Brisbane, Australia ATP World Tour 250 484 750 $ - Cemento - 32S/32Q/16D Singolare - Doppio           | Andy Roddick 7–6(2), 7–6(7)                     | Radek Štěpánek                       | Tomáš Berdych Gaël Monfils                                    | Richard Gasquet Thomaz Bellucci James Blake Wayne Odesnik    |
| 4 gennaio             | Brisbane International 2010 Brisbane, Australia ATP World Tour 250 484 750 $ - Cemento - 32S/32Q/16D Singolare - Doppio           | Jérémy Chardy Marc Gicquel 6-3, 7–6(5)          | Lukáš Dlouhý Leander Paes            | Tomáš Berdych Gaël Monfils                                    | Richard Gasquet Thomaz Bellucci James Blake Wayne Odesnik    |
| 4 gennaio             | Aircel Chennai Open 2010 Chennai, India ATP World Tour 250 450 000 $ - Cemento - 32S/32Q/16D Singolare - Doppio                   | Marin Čilić 7–6(2), 7–6(3)                      | Stan Wawrinka                        | Janko Tipsarević Dudi Sela                                    | Lukáš Lacko Michael Berrer Thiemo De Bakker Santiago Giraldo |
| 4 gennaio             | Aircel Chennai Open 2010 Chennai, India ATP World Tour 250 450 000 $ - Cemento - 32S/32Q/16D Singolare - Doppio                   | Marcel Granollers Santiago Ventura 7-5, 6-2     | Lu Yen-hsun Janko Tipsarević         | Janko Tipsarević Dudi Sela                                    | Lukáš Lacko Michael Berrer Thiemo De Bakker Santiago Giraldo |
| 4 gennaio             | Qatar ExxonMobil Open 2010 Doha, Qatar ATP World Tour 250 1 110 250 $ - Cemento - 32S/32Q/16D Singolare - Doppio                  | Nikolaj Davydenko 0-6, 7–6(8), 6-4              | Rafael Nadal                         | Roger Federer Viktor Troicki                                  | E Gulbis I Karlović Ł Kubot S Darcis                         |
| 4 gennaio             | Qatar ExxonMobil Open 2010 Doha, Qatar ATP World Tour 250 1 110 250 $ - Cemento - 32S/32Q/16D Singolare - Doppio                  | Guillermo García López Albert Montañés 6-4, 7-5 | František Čermák Michal Mertiňák     | Roger Federer Viktor Troicki                                  | E Gulbis I Karlović Ł Kubot S Darcis                         |
| 11 gennaio            | Medibank International 2010 Sydney, Australia ATP World Tour 250 484 750 $ - Cemento - 28S/32Q/16D Singolare - Doppio             | Marcos Baghdatis 6-4, 7–6(2)                    | Richard Gasquet                      | Julien Benneteau Mardy Fish                                   | Potito Starace Leonardo Mayer Lleyton Hewitt Peter Luczak    |
| 11 gennaio            | Medibank International 2010 Sydney, Australia ATP World Tour 250 484 750 $ - Cemento - 28S/32Q/16D Singolare - Doppio             | Daniel Nestor Nenad Zimonjić 6-3, 7–6(5)        | Ross Hutchins Ronald Kerr            | Julien Benneteau Mardy Fish                                   | Potito Starace Leonardo Mayer Lleyton Hewitt Peter Luczak    |
| 11 gennaio            | Heineken Open 2010 Auckland, Nuova Zelanda ATP World Tour 250 480 750 $ - Cemento - 28S/32Q/16D Singolare - Doppio                | John Isner 6-3, 5-7, 7–6(2)                     | Arnaud Clément                       | Albert Montañés Philipp Kohlschreiber                         | Tommy Robredo Michael Lammer Marc Gicquel Jürgen Melzer      |
| 11 gennaio            | Heineken Open 2010 Auckland, Nuova Zelanda ATP World Tour 250 480 750 $ - Cemento - 28S/32Q/16D Singolare - Doppio                | Marcos Daniel Horia Tecău 7-5, 6-4              | Marcelo Melo Bruno Soares            | Albert Montañés Philipp Kohlschreiber                         | Tommy Robredo Michael Lammer Marc Gicquel Jürgen Melzer      |
| 18 gennaio 25 gennaio | Australian Open 2010 Melbourne, Australia Grande Slam 10 712 240 A$ - Cemento 128S/128Q/64D/32X Singolare - Doppio - Doppio misto | Roger Federer 6-3, 6-4, 7–6(11)                 | Andy Murray                          | Jo-Wilfried Tsonga Marin Čilić                                | Nikolaj Davydenko Novak Đoković Andy Roddick Rafael Nadal    |
| 18 gennaio 25 gennaio | Australian Open 2010 Melbourne, Australia Grande Slam 10 712 240 A$ - Cemento 128S/128Q/64D/32X Singolare - Doppio - Doppio misto | Bob Bryan Mike Bryan 6-3, 6(5)–7, 6-3           | Daniel Nestor Nenad Zimonjić         | Jo-Wilfried Tsonga Marin Čilić                                | Nikolaj Davydenko Novak Đoković Andy Roddick Rafael Nadal    |
| 18 gennaio 25 gennaio | Australian Open 2010 Melbourne, Australia Grande Slam 10 712 240 A$ - Cemento 128S/128Q/64D/32X Singolare - Doppio - Doppio misto | Cara Black Leander Paes 7-5, 6-3                | Ekaterina Makarova Jaroslav Levinský | Jo-Wilfried Tsonga Marin Čilić                                | Nikolaj Davydenko Novak Đoković Andy Roddick Rafael Nadal    |

### Febbraio

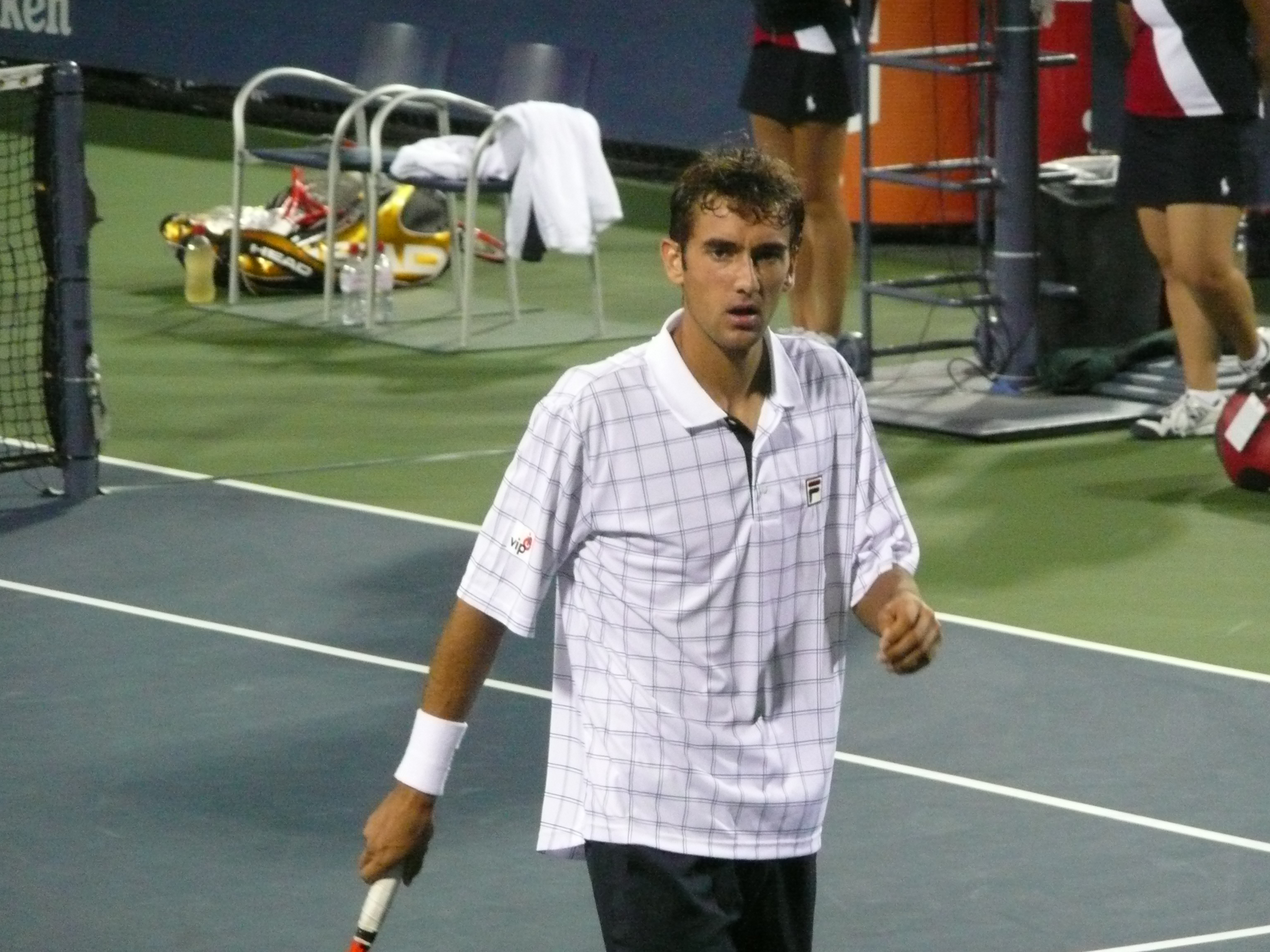
Marin Čilić al suo secondo successo stagionale a Zagabria, Croazia

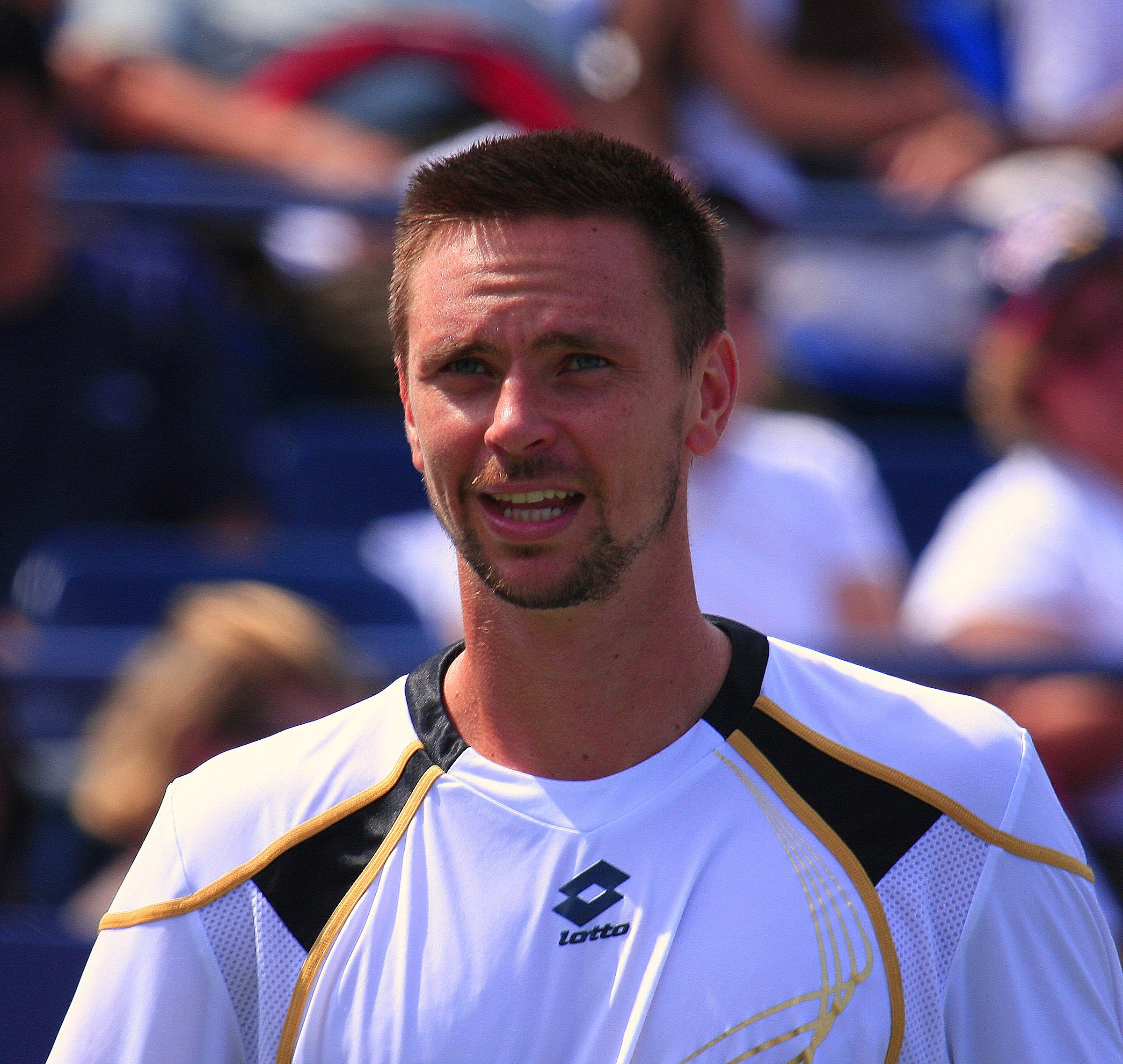
Robin Söderling che ha trionfato a Rotterdam

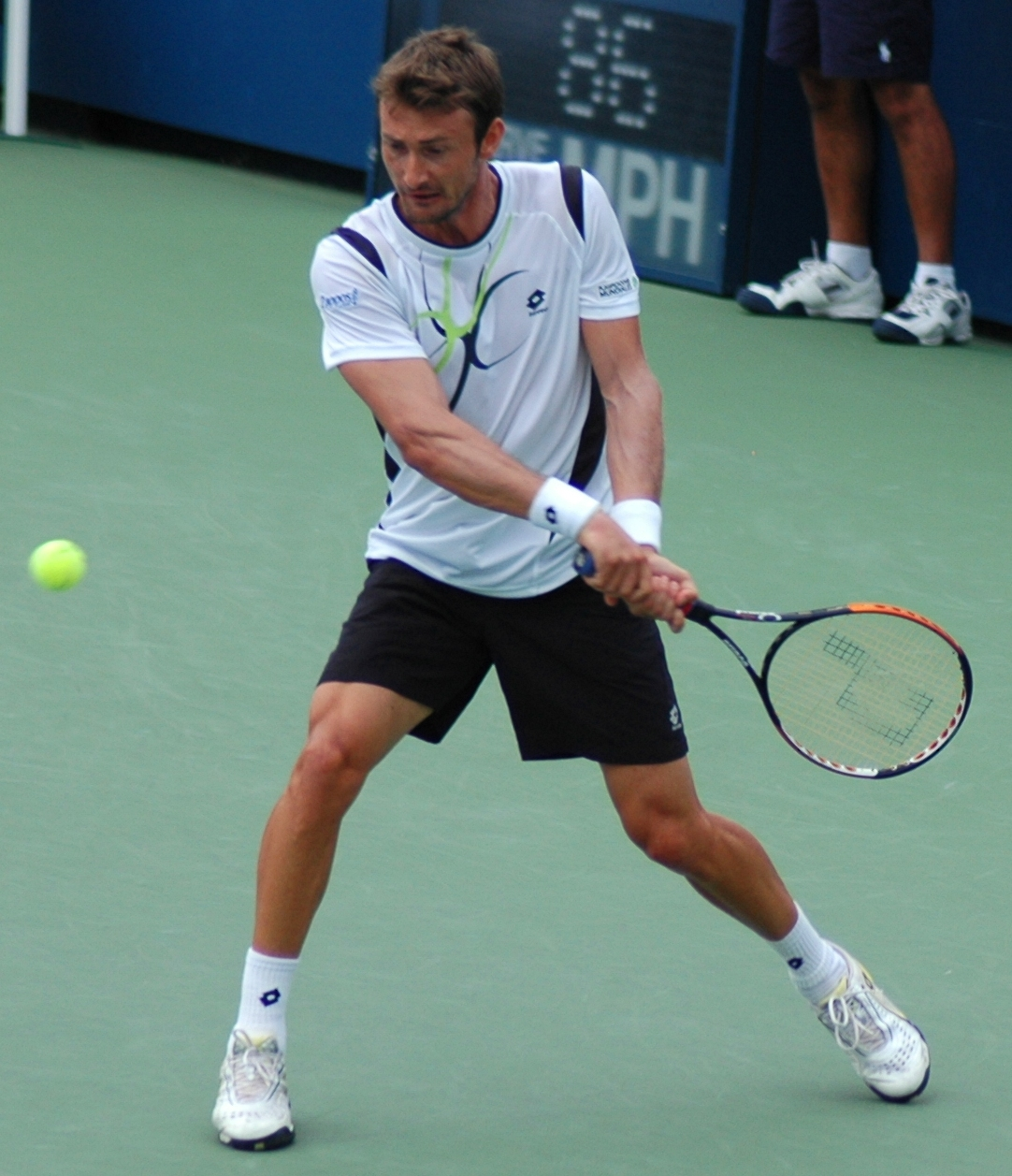
Juan Carlos Ferrero vincitore di due tornei in singolare nel mese di febbraio, Costa do Sauipe e Buenos Aires

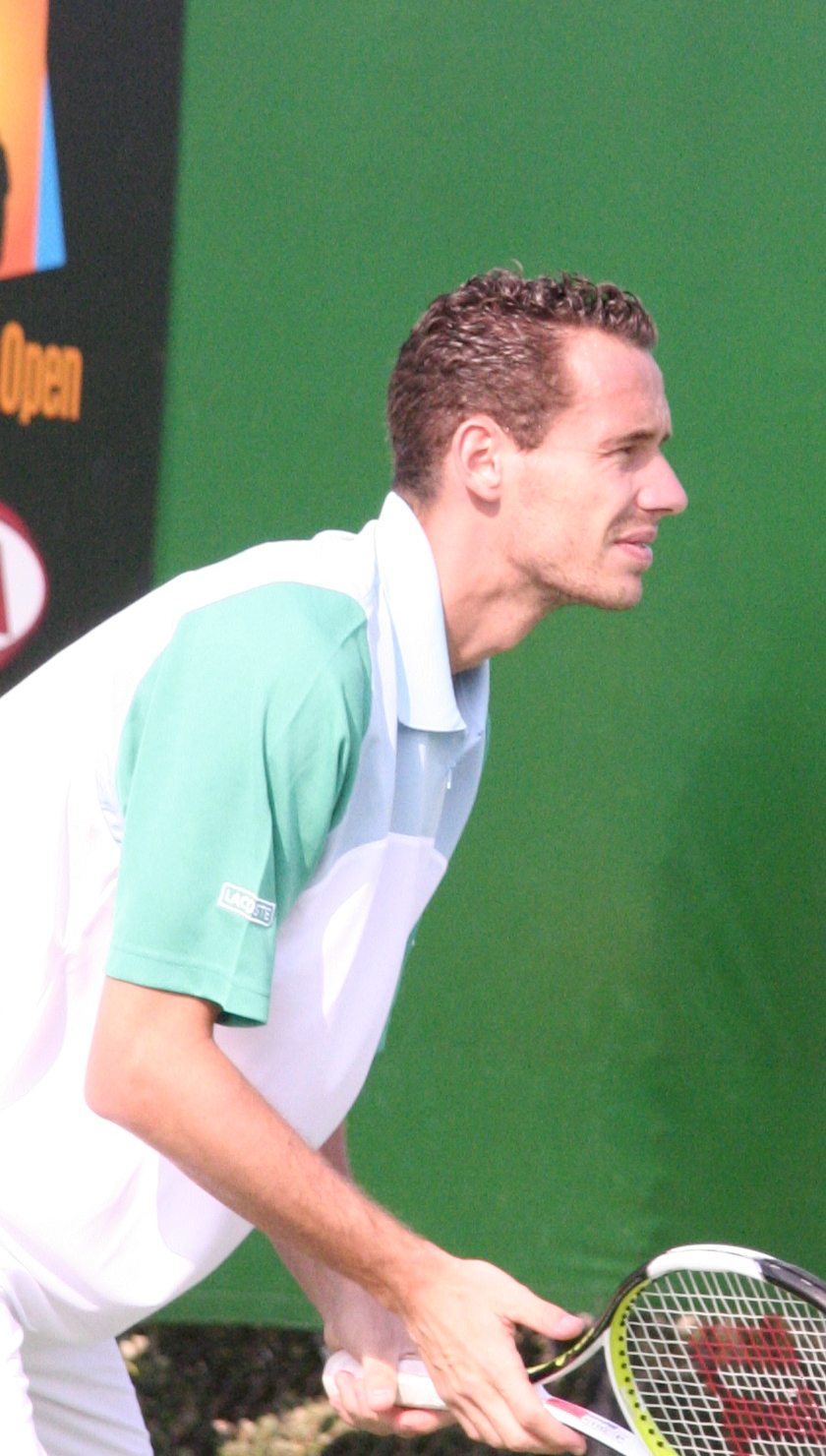
Il francese Michaël Llodra conquista nel torneo di casa, Marsiglia, sia il torneo di singolare che quello di doppio

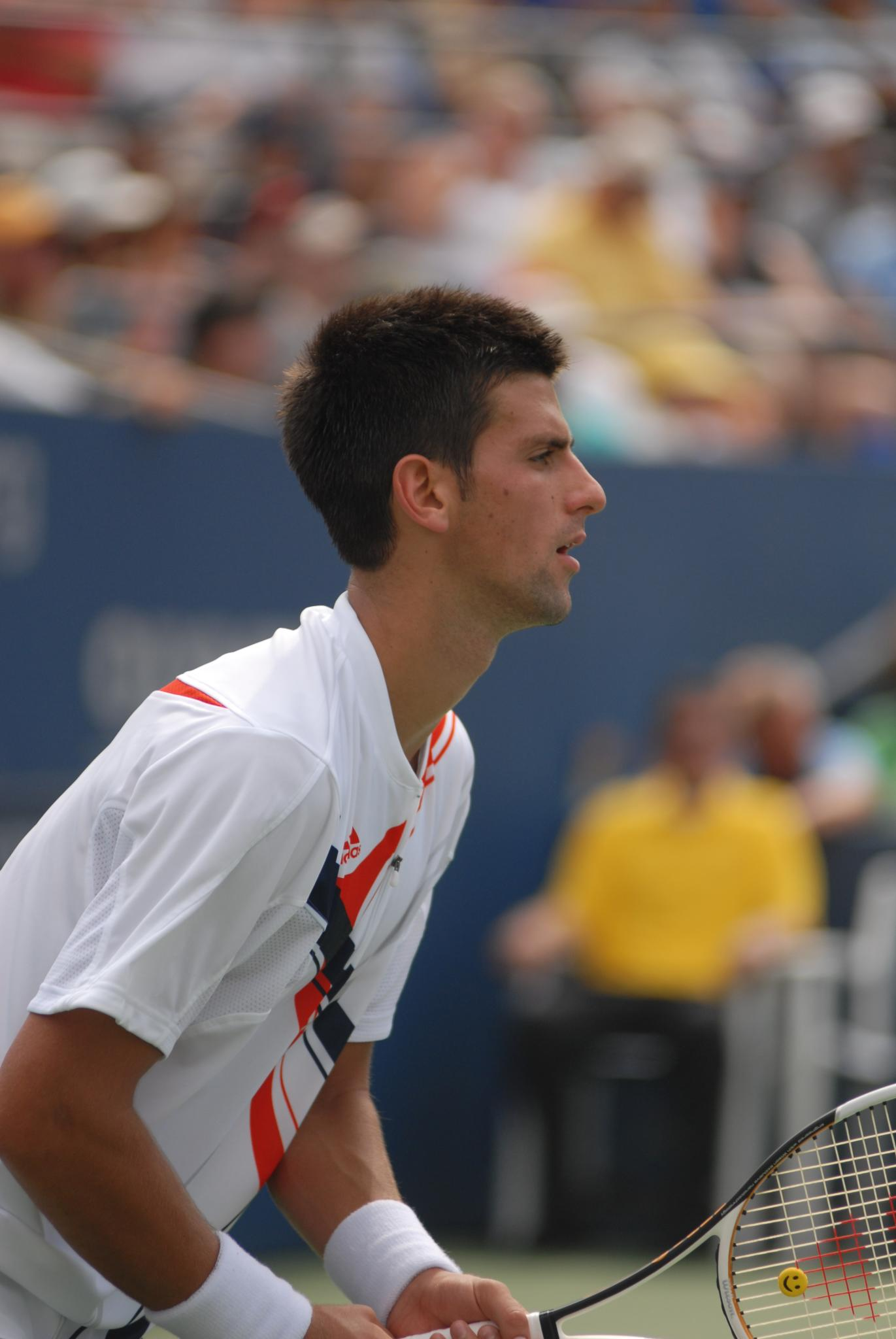
Nole Đoković, che si impone a Dubai Tennis Championships: è questo il primo successo stagionale per il serbo.

| Settimana   | Torneo | Campioni                                          | Finalisti                       | Semifinalisti                     | Eliminati ai quarti                                                   |
| ----------- | --- | ------------------------------------------------- | ------------------------------- | --------------------------------- | --------------------------------------------------------------------- |
| 1º febbraio | SA Tennis Open 2010 Johannesburg, Sudafrica ATP World Tour 250 500 000 $ - Cemento - 32S/32Q/16D Singolare - Doppio                            | Feliciano López 7-5, 6-1                          | Stéphane Robert                 | Gaël Monfils David Ferrer         | Lu Yen-hsun Rajeev Ram Dustin Brown Somdev Devvarman                  |
| 1º febbraio | SA Tennis Open 2010 Johannesburg, Sudafrica ATP World Tour 250 500 000 $ - Cemento - 32S/32Q/16D Singolare - Doppio                            | Rohan Bopanna Aisam-ul-Haq Qureshi 2-6, 6-3, 10-5 | Karol Beck Harel Levy           | Gaël Monfils David Ferrer         | Lu Yen-hsun Rajeev Ram Dustin Brown Somdev Devvarman                  |
| 1º febbraio | PBZ Zagreb Indoors 2010 Zagabria, Croazia ATP World Tour 250 450 000 € - Cemento indoor - 32S/32Q/16D Singolare - Doppio                       | Marin Čilić 6-4, 6(5)–7, 6-3                      | Michael Berrer                  | Jürgen Melzer Philipp Petzschner  | Ivo Karlović Illja Marčenko Viktor Troicki Lukáš Lacko                |
| 1º febbraio | PBZ Zagreb Indoors 2010 Zagabria, Croazia ATP World Tour 250 450 000 € - Cemento indoor - 32S/32Q/16D Singolare - Doppio                       | Jürgen Melzer Philipp Petzschner 3-6, 6-3, 10-8   | Arnaud Clément Olivier Rochus   | Jürgen Melzer Philipp Petzschner  | Ivo Karlović Illja Marčenko Viktor Troicki Lukáš Lacko                |
| 1º febbraio | Movistar Open 2010 Santiago, Cile ATP World Tour 250 496 750 $ - Terra (Rossa) - 32S/32Q/16D Singolare - Doppio                                | Thomaz Bellucci 6-2, 0-6, 6-4                     | Juan Mónaco                     | Fernando González João Souza      | Marcel Granollers Eduardo Schwank Alberto Martín Peter Luczak         |
| 1º febbraio | Movistar Open 2010 Santiago, Cile ATP World Tour 250 496 750 $ - Terra (Rossa) - 32S/32Q/16D Singolare - Doppio                                | Łukasz Kubot Oliver Marach 6-4, 6-0               | Potito Starace Horacio Zeballos | Fernando González João Souza      | Marcel Granollers Eduardo Schwank Alberto Martín Peter Luczak         |
| 8 febbraio  | SAP Open 2010 San José, Stati Uniti ATP World Tour 250 600 000 $ - Cemento indoor - 32S/32Q/16D Singolare - Doppio                             | Fernando Verdasco 3-6, 6-4, 6-4                   | Andy Roddick                    | Sam Querrey Denis Istomin         | Tomáš Berdych Michael Russell Philipp Kohlschreiber Ričardas Berankis |
| 8 febbraio  | SAP Open 2010 San José, Stati Uniti ATP World Tour 250 600 000 $ - Cemento indoor - 32S/32Q/16D Singolare - Doppio                             | Mardy Fish Sam Querrey 7–6(3), 7-5                | Benjamin Becker Leonardo Mayer  | Sam Querrey Denis Istomin         | Tomáš Berdych Michael Russell Philipp Kohlschreiber Ričardas Berankis |
| 8 febbraio  | Rotterdam Open 2010 Rotterdam, Paesi Bassi ATP World Tour 500 1 445 000 € - Cemento indoor - 32S/32Q/16D Singolare - Doppio                    | Robin Söderling 6-4, 2-0 ritiro                   | Michail Južnyj                  | Novak Đoković Nikolaj Davydenko   | Florian Mayer Gaël Monfils Julien Benneteau Jürgen Melzer             |
| 8 febbraio  | Rotterdam Open 2010 Rotterdam, Paesi Bassi ATP World Tour 500 1 445 000 € - Cemento indoor - 32S/32Q/16D Singolare - Doppio                    | Daniel Nestor Nenad Zimonjić 6-4, 4-6, 10-7       | Simon Aspelin Paul Hanley       | Novak Đoković Nikolaj Davydenko   | Florian Mayer Gaël Monfils Julien Benneteau Jürgen Melzer             |
| 8 febbraio  | Brasil Open 2010 Costa do Sauípe, Brasile ATP World Tour 250 562 500 $ - Terra (Rossa) - 32S/32Q/16D Singolare - Doppio                        | Juan Carlos Ferrero 6-1, 6-0                      | Łukasz Kubot                    | Ricardo Mello Igor' Andreev       | Carlos Berlocq Thomaz Bellucci Pablo Cuevas Fabio Fognini             |
| 8 febbraio  | Brasil Open 2010 Costa do Sauípe, Brasile ATP World Tour 250 562 500 $ - Terra (Rossa) - 32S/32Q/16D Singolare - Doppio                        | Pablo Cuevas Marcel Granollers 7-5, 6-4           | Łukasz Kubot Oliver Marach      | Ricardo Mello Igor' Andreev       | Carlos Berlocq Thomaz Bellucci Pablo Cuevas Fabio Fognini             |
| 15 febbraio | Copa Telmex 2010 Buenos Aires, Argentina ATP World Tour 250 600 000 $ - Terra (Rossa) - 32S/32Q/16D Singolare - Doppio                         | Juan Carlos Ferrero 5-7, 6-4, 6-3                 | David Ferrer                    | Albert Montañés Juan Mónaco       | Igor' Andreev David Nalbandian Horacio Zeballos Santiago Ventura      |
| 15 febbraio | Copa Telmex 2010 Buenos Aires, Argentina ATP World Tour 250 600 000 $ - Terra (Rossa) - 32S/32Q/16D Singolare - Doppio                         | Sebastián Prieto Horacio Zeballos 7–6(4), 6-3     | Simon Greul Peter Luczak        | Albert Montañés Juan Mónaco       | Igor' Andreev David Nalbandian Horacio Zeballos Santiago Ventura      |
| 15 febbraio | Open 13 2010 Marsiglia, Francia ATP World Tour 250 576 000 € - Hard indoor - 32S/32Q/16D Singolare - Doppio                                    | Michaël Llodra 6-3, 6-4                           | Julien Benneteau                | Miša Zverev Jo-Wilfried Tsonga    | Robin Söderling Guillaume Rufin Gaël Monfils Illja Marčenko           |
| 15 febbraio | Open 13 2010 Marsiglia, Francia ATP World Tour 250 576 000 € - Hard indoor - 32S/32Q/16D Singolare - Doppio                                    | Julien Benneteau Michaël Llodra 6-4, 6-3          | Julian Knowle Robert Lindstedt  | Miša Zverev Jo-Wilfried Tsonga    | Robin Söderling Guillaume Rufin Gaël Monfils Illja Marčenko           |
| 15 febbraio | Regions Morgan Keegan Championships 2010 Memphis, Stati Uniti ATP World Tour 500 1 226 500 $ - Cemento indoor - 32S/32Q/16D Singolare - Doppio | Sam Querrey 6(3)–7, 7–6(5), 6-3                   | John Isner                      | Ernests Gulbis Philipp Petzschner | Andy Roddick Tomáš Berdych Ivo Karlović Lukáš Lacko                   |
| 15 febbraio | Regions Morgan Keegan Championships 2010 Memphis, Stati Uniti ATP World Tour 500 1 226 500 $ - Cemento indoor - 32S/32Q/16D Singolare - Doppio | John Isner Sam Querrey 6-4, 6-4                   | Ross Hutchins Jordan Kerr       | Ernests Gulbis Philipp Petzschner | Andy Roddick Tomáš Berdych Ivo Karlović Lukáš Lacko                   |
| 22 febbraio | Dubai Tennis Championships 2010 Dubai, Emirati Arabi Uniti ATP World Tour 500 2 233 000 $ - Cemento - 32S/32Q/16D Singolare - Doppio           | Novak Đoković 7-5, 5-7, 6-3                       | Michail Južnyj                  | Jürgen Melzer Marcos Baghdatis    | Marin Čilić Janko Tipsarević Michael Berrer Ivan Ljubičić             |
| 22 febbraio | Dubai Tennis Championships 2010 Dubai, Emirati Arabi Uniti ATP World Tour 500 2 233 000 $ - Cemento - 32S/32Q/16D Singolare - Doppio           | Simon Aspelin Paul Hanley 6-2, 6-3                | Lukáš Dlouhý Leander Paes       | Jürgen Melzer Marcos Baghdatis    | Marin Čilić Janko Tipsarević Michael Berrer Ivan Ljubičić             |
| 22 febbraio | Delray Beach Int'l Tennis Championships 2010 Delray Beach, Stati Uniti ATP World Tour 250 500 000 $ - Cemento - 32S/32Q/16D Singolare - Doppio | Ernests Gulbis 6-2, 6-3                           | Ivo Karlović                    | Jarkko Nieminen Mardy Fish        | Leonardo Mayer Benjamin Becker Jérémy Chardy James Blake              |
| 22 febbraio | Delray Beach Int'l Tennis Championships 2010 Delray Beach, Stati Uniti ATP World Tour 250 500 000 $ - Cemento - 32S/32Q/16D Singolare - Doppio | Bob Bryan Mike Bryan 6-3, 7–6(3)                  | Philipp Marx Igor Zelenay       | Jarkko Nieminen Mardy Fish        | Leonardo Mayer Benjamin Becker Jérémy Chardy James Blake              |
| 22 febbraio | Abierto Mexicano de Tenis 2010 Acapulco, Messico ATP World Tour 500 1 226 500 $ - Terra (Rossa) - 32S/32Q/16D Singolare - Doppio               | David Ferrer 6-3, 3-6, 6-1                        | Juan Carlos Ferrero             | Juan Mónaco Fernando González     | Fernando Verdasco Nicolás Almagro Pablo Cuevas Eduardo Schwank        |
| 22 febbraio | Abierto Mexicano de Tenis 2010 Acapulco, Messico ATP World Tour 500 1 226 500 $ - Terra (Rossa) - 32S/32Q/16D Singolare - Doppio               | Łukasz Kubot Oliver Marach 6-0, 6-0               | Fabio Fognini Potito Starace    | Juan Mónaco Fernando González     | Fernando Verdasco Nicolás Almagro Pablo Cuevas Eduardo Schwank        |

### Marzo
| Settimana         | Torneo | Campioni | Finalisti                                                                              | Semifinalisti                | Eliminati ai quarti                                                 |
| ----------------- | --- | --- | -------------------------------------------------------------------------------------- | ---------------------------- | ------------------------------------------------------------------- |
| 1º marzo          | Coppa Davis 2010 Primo turno Logroño, Spagna - Terra (Rossa) Tolone, Francia - Cemento indoor Mosca, Russia - Cemento indoor Stoccolma, Svezia - Cemento indoor Varaždin, Croazia - Cemento indoor Belgrado, Serbia - Terra (Rossa) indoor Coquimbo, Cile - Terra (Rossa) Bree, Belgio - Terra (Rossa) | Vincenti primo turno Spagna 4–1 Francia 4–1 Russia 3–2 Argentina 3–2 Croazia 5–0 Serbia 3–2 Cile 3–1 Rep. Ceca 4–1 | Perdenti primo turno Svizzera Germania India Svezia Ecuador Stati Uniti Israele Belgio |                              |                                                                     |
| 8 marzo 15 marzo  | Indian Wells Open 2010 Indian Wells, Stati Uniti ATP World Tour Masters 1000 4 500 000 $ - Cemento - 96S/48Q/32D Singolare - Doppio | Ivan Ljubičić 7–6(3), 7–6(5)                                                                                       | Andy Roddick                                                                           | Robin Söderling Rafael Nadal | Tommy Robredo Andy Murray Tomáš Berdych Juan Mónaco                 |
| 8 marzo 15 marzo  | Indian Wells Open 2010 Indian Wells, Stati Uniti ATP World Tour Masters 1000 4 500 000 $ - Cemento - 96S/48Q/32D Singolare - Doppio | Marc López Rafael Nadal 7–6(8), 6–3                                                                                | Daniel Nestor Nenad Zimonjić                                                           | Robin Söderling Rafael Nadal | Tommy Robredo Andy Murray Tomáš Berdych Juan Mónaco                 |
| 22 marzo 29 marzo | Sony Ericsson Open 2010 Miami, Stati Uniti ATP World Tour Masters 1000 4 500 000 $ - Cemento - 96S/48Q/32D Singolare - Doppio | Andy Roddick 7–5, 6–4                                                                                              | Tomáš Berdych                                                                          | Robin Söderling Rafael Nadal | Fernando Verdasco Michail Južnyj Jo-Wilfried Tsonga Nicolás Almagro |
| 22 marzo 29 marzo | Sony Ericsson Open 2010 Miami, Stati Uniti ATP World Tour Masters 1000 4 500 000 $ - Cemento - 96S/48Q/32D Singolare - Doppio | Lukáš Dlouhý Leander Paes 6–2, 7–5                                                                                 | Mahesh Bhupathi Maks Mirny                                                             | Robin Söderling Rafael Nadal | Fernando Verdasco Michail Južnyj Jo-Wilfried Tsonga Nicolás Almagro |

### Aprile
| Settimana | Torneo | Campioni                                      | Finalisti                          | Semifinalisti                    | Eliminati ai quarti                                                        |
| --------- | --- | --------------------------------------------- | ---------------------------------- | -------------------------------- | -------------------------------------------------------------------------- |
| 5 aprile  | Grand Prix Hassan II 2010 Casablanca, Marocco ATP World Tour 250 450 000 € - Terra (Rossa) - 32S/32Q/16D Singolare - Doppio                 | Stan Wawrinka 6–2, 6–3                        | Victor Hănescu                     | Potito Starace Florent Serra     | Reda El Amrani Łukasz Kubot Richard Gasquet Guillermo García López         |
| 5 aprile  | Grand Prix Hassan II 2010 Casablanca, Marocco ATP World Tour 250 450 000 € - Terra (Rossa) - 32S/32Q/16D Singolare - Doppio                 | Robert Lindstedt Horia Tecău 6–2, 3–6, [10–7] | Rohan Bopanna Aisam-ul-Haq Qureshi | Potito Starace Florent Serra     | Reda El Amrani Łukasz Kubot Richard Gasquet Guillermo García López         |
| 5 aprile  | U.S. Men's Clay Court Championships 2010 Houston, Stati Uniti ATP World Tour 250 500 000 $ - Terra (Rossa) - 32S/32Q/16D Singolare - Doppio | Juan Ignacio Chela 5–7, 6–4, 6–3              | Sam Querrey                        | Horacio Zeballos Wayne Odesnik   | Fernando González Lleyton Hewitt Nicolás Massú Xavier Malisse              |
| 5 aprile  | U.S. Men's Clay Court Championships 2010 Houston, Stati Uniti ATP World Tour 250 500 000 $ - Terra (Rossa) - 32S/32Q/16D Singolare - Doppio | Bob Bryan Mike Bryan 6–3, 7–5                 | Stephen Huss Wesley Moodie         | Horacio Zeballos Wayne Odesnik   | Fernando González Lleyton Hewitt Nicolás Massú Xavier Malisse              |
| 12 aprile | Monte Carlo Rolex Masters 2010 Monte Carlo, Monaco ATP World Tour Masters 1000 2 750 000 € - Terra (Rossa) - 56S/28Q/24D Singolare - Doppio | Rafael Nadal 6–0, 6–1                         | Fernando Verdasco                  | Novak Đoković David Ferrer       | David Nalbandian Albert Montañés Philipp Kohlschreiber Juan Carlos Ferrero |
| 12 aprile | Monte Carlo Rolex Masters 2010 Monte Carlo, Monaco ATP World Tour Masters 1000 2 750 000 € - Terra (Rossa) - 56S/28Q/24D Singolare - Doppio | Daniel Nestor Nenad Zimonjić 6–3, 2–0, Rit.   | Mahesh Bhupathi Maks Mirny         | Novak Đoković David Ferrer       | David Nalbandian Albert Montañés Philipp Kohlschreiber Juan Carlos Ferrero |
| 19 aprile | Barcelona Open Banco Sabadell 2010 Barcellona, Spagna ATP World Tour 500 1 995 000 € - Terra (Rossa) - 56S/28Q/24D Singolare - Doppio       | Fernando Verdasco 6-3, 4-6, 6-3               | Robin Söderling                    | David Ferrer Thiemo de Bakker    | Thomaz Bellucci Ernests Gulbis Jo-Wilfried Tsonga Eduardo Schwank          |
| 19 aprile | Barcelona Open Banco Sabadell 2010 Barcellona, Spagna ATP World Tour 500 1 995 000 € - Terra (Rossa) - 56S/28Q/24D Singolare - Doppio       | Daniel Nestor Nenad Zimonjić 4–6, 6–3, [10–6] | Lleyton Hewitt Mark Knowles        | David Ferrer Thiemo de Bakker    | Thomaz Bellucci Ernests Gulbis Jo-Wilfried Tsonga Eduardo Schwank          |
| 26 aprile | Internazionali d'Italia 2010 Roma, Italia ATP World Tour Masters 1000 2 750 000 € - Terra (Rossa) - 56S/28Q/24D Singolare - Doppio          | Rafael Nadal 7-5, 6-2                         | David Ferrer                       | Fernando Verdasco Ernests Gulbis | Novak Đoković Jo-Wilfried Tsonga Stan Wawrinka Feliciano López             |
| 26 aprile | Internazionali d'Italia 2010 Roma, Italia ATP World Tour Masters 1000 2 750 000 € - Terra (Rossa) - 56S/28Q/24D Singolare - Doppio          | Bob Bryan Mike Bryan 6-2, 6-3                 | John Isner Sam Querrey             | Fernando Verdasco Ernests Gulbis | Novak Đoković Jo-Wilfried Tsonga Stan Wawrinka Feliciano López             |

### Maggio
| Settimana           | Torneo | Campioni                                           | Finalisti                          | Semifinalisti                                             | Eliminati ai quarti                                                  |
| ------------------- | --- | -------------------------------------------------- | ---------------------------------- | --------------------------------------------------------- | -------------------------------------------------------------------- |
| 3 maggio            | Internazionali di Tennis di Baviera 2010 Monaco di Baviera, Germania ATP World Tour 250 450 000 € - Terra (Rossa) - 32S/32Q/16D Singolare - Doppio | Michail Južnyj 6-3, 4-6, 6-4                       | Marin Čilić                        | Marcos Baghdatis Philipp Petzschner                       | Nicolás Almagro Philipp Kohlschreiber Tomáš Berdych Jan Hájek        |
| 3 maggio            | Internazionali di Tennis di Baviera 2010 Monaco di Baviera, Germania ATP World Tour 250 450 000 € - Terra (Rossa) - 32S/32Q/16D Singolare - Doppio | Oliver Marach Santiago Ventura 5-7, 6-3, 16-14     | Eric Butorac Michael Kohlmann      | Marcos Baghdatis Philipp Petzschner                       | Nicolás Almagro Philipp Kohlschreiber Tomáš Berdych Jan Hájek        |
| 3 maggio            | Estoril Open 2010 Estoril, Portogallo ATP World Tour 250 450 000 € - Terra (Rossa) - 28S/32Q/16D Singolare - Doppio                                | Albert Montañés 6-2, 6(4)–7, 7-5                   | Frederico Gil                      | Roger Federer Frederico Gil                               | Arnaud Clément Pablo Cuevas Alberto Martín Rui Machado               |
| 3 maggio            | Estoril Open 2010 Estoril, Portogallo ATP World Tour 250 450 000 € - Terra (Rossa) - 28S/32Q/16D Singolare - Doppio                                | Marc López David Marrero 6(1)-7, 6-4, 10-4         | Pablo Cuevas Marcel Granollers     | Roger Federer Frederico Gil                               | Arnaud Clément Pablo Cuevas Alberto Martín Rui Machado               |
| 3 maggio            | Serbia Open 2010 Belgrado, Serbia ATP World Tour 250 450 000 € - Terra (Rossa) - 32S/32Q/16D Singolare - Doppio                                    | Sam Querrey 3-6, 7–6(4), 6-4                       | John Isner                         | Filip Krajinović Stan Wawrinka                            | Novak Đoković Igor' Andreev Viktor Troicki Richard Gasquet           |
| 3 maggio            | Serbia Open 2010 Belgrado, Serbia ATP World Tour 250 450 000 € - Terra (Rossa) - 32S/32Q/16D Singolare - Doppio                                    | Santiago González Travis Rettenmaier 7–6(6), 6-1   | Tomasz Bednarek Mateusz Kowalczyk  | Filip Krajinović Stan Wawrinka                            | Novak Đoković Igor' Andreev Viktor Troicki Richard Gasquet           |
| 10 maggio           | Mutua Madrileña Madrid Open 2010 Madrid, Spagna ATP World Tour Masters 1000 3 700 000 € - Terra (Rossa) - 56S/28Q/24D Singolare - Doppio           | Rafael Nadal 6-4, 7–6(5)                           | Roger Federer                      | David Ferrer Nicolás Almagro                              | Ernests Gulbis Gaël Monfils Andy Murray Jürgen Melzer                |
| 10 maggio           | Mutua Madrileña Madrid Open 2010 Madrid, Spagna ATP World Tour Masters 1000 3 700 000 € - Terra (Rossa) - 56S/28Q/24D Singolare - Doppio           | Bob Bryan Mike Bryan 6–3, 6–4                      | Daniel Nestor Nenad Zimonjić       | David Ferrer Nicolás Almagro                              | Ernests Gulbis Gaël Monfils Andy Murray Jürgen Melzer                |
| 17 maggio           | Open de Nice Côte d'Azur 2010 Nizza, Francia ATP World Tour 250 398 250 € - Terra (Rossa) - 32S/32Q/16D Singolare - Doppio                         | Richard Gasquet 6-3, 5-7, 7–6(5)                   | Fernando Verdasco                  | Potito Starace Leonardo Mayer                             | Olivier Rochus Gaël Monfils Marcos Baghdatis Serhij Stachovs'kyj     |
| 17 maggio           | Open de Nice Côte d'Azur 2010 Nizza, Francia ATP World Tour 250 398 250 € - Terra (Rossa) - 32S/32Q/16D Singolare - Doppio                         | Marcelo Melo Bruno Soares 1-6, 6-3, 10-5           | Rohan Bopanna Aisam-ul-Haq Qureshi | Potito Starace Leonardo Mayer                             | Olivier Rochus Gaël Monfils Marcos Baghdatis Serhij Stachovs'kyj     |
| 17 maggio           | World Team Cup 2010 Düsseldorf, Germania ATP World Team Championship 1 351 000 € - Terra (Rossa) - 8 squadre (RR)                                  | Argentina 2-1                                      | Stati Uniti                        | Perdenti Round Robin (Gruppo Blu) Francia Germania Serbia | Perdenti Round Robin (Gruppo Rosso) Repubblica Ceca Spagna Australia |
| 24 maggio 31 maggio | Open di Francia 2010 Parigi, Francia Grande Slam 16 150 460 € - Terra (Rossa) - 128S/128Q/64D/32X Singolare - Doppio - Misto                       | Rafael Nadal 6-4, 6-2, 6-4                         | Robin Söderling                    | Tomáš Berdych Jürgen Melzer                               | Roger Federer Novak Đoković Michail Južnyj Nicolás Almagro           |
| 24 maggio 31 maggio | Open di Francia 2010 Parigi, Francia Grande Slam 16 150 460 € - Terra (Rossa) - 128S/128Q/64D/32X Singolare - Doppio - Misto                       | Daniel Nestor Nenad Zimonjić 7-5, 6-2              | Lukáš Dlouhý Leander Paes          | Tomáš Berdych Jürgen Melzer                               | Roger Federer Novak Đoković Michail Južnyj Nicolás Almagro           |
| 24 maggio 31 maggio | Open di Francia 2010 Parigi, Francia Grande Slam 16 150 460 € - Terra (Rossa) - 128S/128Q/64D/32X Singolare - Doppio - Misto                       | Katarina Srebotnik Nenad Zimonjić 4-6, 6-3, [11-9] | Jaroslava Švedova Julian Knowle    | Tomáš Berdych Jürgen Melzer                               | Roger Federer Novak Đoković Michail Južnyj Nicolás Almagro           |

### Giugno
| Settimana           | Torneo | Campioni                                              | Finalisti                    | Semifinalisti                      | Eliminati ai quarti                                          |
| ------------------- | --- | ----------------------------------------------------- | ---------------------------- | ---------------------------------- | ------------------------------------------------------------ |
| 8 giugno            | Queen's Club Championships 2010 Londra, Gran Bretagna ATP World Tour 250 750 000 € - Erba - 56S/32Q/24D Singolare - Doppio             | Sam Querrey 7–6(3), 7-5                               | Mardy Fish                   | Feliciano López Rainer Schüttler   | Rafael Nadal Michaël Llodra Dudi Sela Xavier Malisse         |
| 8 giugno            | Queen's Club Championships 2010 Londra, Gran Bretagna ATP World Tour 250 750 000 € - Erba - 56S/32Q/24D Singolare - Doppio             | Novak Đoković Jonathan Erlich 7–6(6), 2–6, [10–3]     | Karol Beck David Škoch       | Feliciano López Rainer Schüttler   | Rafael Nadal Michaël Llodra Dudi Sela Xavier Malisse         |
| 8 giugno            | Halle Open 2010 Halle, Germania ATP World Tour 250 750 000 € - Erba - 32S/32Q/16D Singolare - Doppio                                   | Lleyton Hewitt 3-6, 7–6(4), 6-4                       | Roger Federer                | Philipp Petzschner Benjamin Becker | Philipp Kohlschreiber Lukáš Lacko Andreas Beck Miša Zverev   |
| 8 giugno            | Halle Open 2010 Halle, Germania ATP World Tour 250 750 000 € - Erba - 32S/32Q/16D Singolare - Doppio                                   | Serhij Stachovs'kyj Michail Južnyj 4–6, 7–5, [10–7]   | Martin Damm Filip Polášek    | Philipp Petzschner Benjamin Becker | Philipp Kohlschreiber Lukáš Lacko Andreas Beck Miša Zverev   |
| 14 giugno           | UNICEF Open 2010 's-Hertogenbosch, Paesi Bassi ATP World Tour 250 450 000 € - Erba - 32S/32Q/16D Singolare - Doppio                    | Serhij Stachovs'kyj 6–3, 6–0                          | Janko Tipsarević             | Xavier Malisse Benjamin Becker     | Alejandro Falla Santiago Giraldo Simon Greul Peter Luczak    |
| 14 giugno           | UNICEF Open 2010 's-Hertogenbosch, Paesi Bassi ATP World Tour 250 450 000 € - Erba - 32S/32Q/16D Singolare - Doppio                    | Robert Lindstedt Horia Tecău 1–6, 7–5, [10–7]         | Lukáš Dlouhý Leander Paes    | Xavier Malisse Benjamin Becker     | Alejandro Falla Santiago Giraldo Simon Greul Peter Luczak    |
| 14 giugno           | AEGON International 2010 Eastbourne, Gran Bretagna ATP World Tour 250 450 000 € - Erba - 32S/23Q/16D Singolare - Doppio                | Michaël Llodra 7–5, 6–2                               | Guillermo García López       | Denis Istomin Aleksandr Dolhopolov | Illja Marčenko Julien Benneteau Gilles Simon James Ward      |
| 14 giugno           | AEGON International 2010 Eastbourne, Gran Bretagna ATP World Tour 250 450 000 € - Erba - 32S/23Q/16D Singolare - Doppio                | Mariusz Fyrstenberg Marcin Matkowski 6-3, 5-7, [10-8] | Colin Fleming Ken Skupski    | Denis Istomin Aleksandr Dolhopolov | Illja Marčenko Julien Benneteau Gilles Simon James Ward      |
| 21 giugno 28 giugno | Torneo di Wimbledon 2010 Londra, Gran Bretagna Grande Slam 12 550 000 £ - Erba 128S/128Q/64D/16Q/48X Singolare - Doppio - Doppio misto | Rafael Nadal 6-3, 7-5, 6-4                            | Tomáš Berdych                | Novak Đoković Andy Murray          | Roger Federer Lu Yen-hsun Jo-Wilfried Tsonga Robin Söderling |
| 21 giugno 28 giugno | Torneo di Wimbledon 2010 Londra, Gran Bretagna Grande Slam 12 550 000 £ - Erba 128S/128Q/64D/16Q/48X Singolare - Doppio - Doppio misto | Jürgen Melzer Philipp Petzschner 6-1, 7-5, 7-5        | Robert Lindstedt Horia Tecău | Novak Đoković Andy Murray          | Roger Federer Lu Yen-hsun Jo-Wilfried Tsonga Robin Söderling |
| 21 giugno 28 giugno | Torneo di Wimbledon 2010 Londra, Gran Bretagna Grande Slam 12 550 000 £ - Erba 128S/128Q/64D/16Q/48X Singolare - Doppio - Doppio misto | Leander Paes Cara Black 6-4, 7–6(5)                   | Wesley Moodie Lisa Raymond   | Novak Đoković Andy Murray          | Roger Federer Lu Yen-hsun Jo-Wilfried Tsonga Robin Söderling |

### Luglio
| Settimana | Torneo | Campioni                                                                      | Finalisti                                            | Semifinalisti                            | Eliminati ai quarti                                                |
| --------- | --- | ----------------------------------------------------------------------------- | ---------------------------------------------------- | ---------------------------------------- | ------------------------------------------------------------------ |
| 5 luglio  | Campbell's Hall of Fame Tennis Champs Newport, Stati Uniti ATP World Tour 250 500 000 $ - Erba - 32S/32Q/16D Singolare - Doppio                                                | Mardy Fish 5-7, 6-3, 6-4                                                      | Olivier Rochus                                       | Brian Dabul Richard Bloomfield           | Dustin Brown Raven Klaasen Frank Dancevic Ryan Harrison            |
| 5 luglio  | Campbell's Hall of Fame Tennis Champs Newport, Stati Uniti ATP World Tour 250 500 000 $ - Erba - 32S/32Q/16D Singolare - Doppio                                                | Carsten Ball Chris Guccione 6–3, 6–4                                          | Santiago González Travis Rettenmaier                 | Brian Dabul Richard Bloomfield           | Dustin Brown Raven Klaasen Frank Dancevic Ryan Harrison            |
| 5 luglio  | Coppa Davis 2010 - Quarti di finale Clermont-Ferrand, Francia - Cemento indoor Mosca, Russia - Cemento indoor Spalato, Croazia - Cemento indoor Coquimbo, Cile - Terra (rossa) | Vincitori quarti di finale Francia 5-0 Argentina 3-2 Serbia 4-1 Rep. Ceca 4-1 | Perdenti quarti di finale Spagna Russia Croazia Cile |                                          |                                                                    |
| 12 luglio | Swedish Open 2010 Båstad, Svezia ATP World Tour 250 450 000 € - Terra (Rossa) - 28S/32Q/16D Singolare - Doppio                                                                 | Nicolás Almagro 7–5, 3–6, 6–2                                                 | Robin Söderling                                      | David Ferrer Tommy Robredo               | Andreas Seppi Pablo Cuevas Franko Škugor Fernando Verdasco         |
| 12 luglio | Swedish Open 2010 Båstad, Svezia ATP World Tour 250 450 000 € - Terra (Rossa) - 28S/32Q/16D Singolare - Doppio                                                                 | Robert Lindstedt Horia Tecău 6–4, 7–5                                         | Andreas Seppi Simone Vagnozzi                        | David Ferrer Tommy Robredo               | Andreas Seppi Pablo Cuevas Franko Škugor Fernando Verdasco         |
| 12 luglio | Mercedes Cup 2010 Stoccarda, Germania ATP World Tour 250 450 000 € - Terra (Rossa) - 32S/32Q/16D Singolare - Doppio                                                            | Albert Montañés 6–2, 1–2 Rit                                                  | Gaël Monfils                                         | Daniel Gimeno Traver Juan Carlos Ferrero | Marco Chiudinelli Florian Mayer Simon Greul Jürgen Melzer          |
| 12 luglio | Mercedes Cup 2010 Stoccarda, Germania ATP World Tour 250 450 000 € - Terra (Rossa) - 32S/32Q/16D Singolare - Doppio                                                            | Carlos Berlocq Eduardo Schwank 7–6(5), 7–6(6)                                 | Christopher Kas Philipp Petzschner                   | Daniel Gimeno Traver Juan Carlos Ferrero | Marco Chiudinelli Florian Mayer Simon Greul Jürgen Melzer          |
| 19 luglio | Atlanta Tennis Championships 2010 Atlanta, Stati Uniti ATP World Tour 250 600 000 $ - Cemento - 32S/32Q/16D Singolare - Doppio                                                 | Mardy Fish 4-6, 6-4, 7–6(4)                                                   | John Isner                                           | Andy Roddick Kevin Anderson              | Xavier Malisse Taylor Dent Lukáš Lacko Michael Russell             |
| 19 luglio | Atlanta Tennis Championships 2010 Atlanta, Stati Uniti ATP World Tour 250 600 000 $ - Cemento - 32S/32Q/16D Singolare - Doppio                                                 | Scott Lipsky Rajeev Ram 6–3, 6(4)–7, [12–10]                                  | Rohan Bopanna Kristof Vliegen                        | Andy Roddick Kevin Anderson              | Xavier Malisse Taylor Dent Lukáš Lacko Michael Russell             |
| 19 luglio | German Open Tennis Championship 2010 Amburgo, Germania ATP World Tour 500 1 115 000 € - Terra (Rossa) - 48S/24Q/16D Singolare - Doppio                                         | Andrej Golubev 6–3, 7–5                                                       | Jürgen Melzer                                        | Florian Mayer Andreas Seppi              | Denis Istomin Juan Carlos Ferrero Potito Starace Thomaz Bellucci   |
| 19 luglio | German Open Tennis Championship 2010 Amburgo, Germania ATP World Tour 500 1 115 000 € - Terra (Rossa) - 48S/24Q/16D Singolare - Doppio                                         | Marc López David Marrero 6–3, 2–6, [10–8]                                     | Jérémy Chardy Paul-Henri Mathieu                     | Florian Mayer Andreas Seppi              | Denis Istomin Juan Carlos Ferrero Potito Starace Thomaz Bellucci   |
| 26 luglio | Allianz Suisse Open Gstaad 2010 Gstaad, Svizzera ATP World Tour 250 450 000 € - Terra (Rossa) - 32S/32Q/16D Singolare - Doppio                                                 | Nicolás Almagro 7-5, 6-1                                                      | Richard Gasquet                                      | Yuri Shukin Daniel Gimeno Traver         | Michail Južnyj Albert Montañés Igor' Andreev Jérémy Chardy         |
| 26 luglio | Allianz Suisse Open Gstaad 2010 Gstaad, Svizzera ATP World Tour 250 450 000 € - Terra (Rossa) - 32S/32Q/16D Singolare - Doppio                                                 | Johan Brunström Jarkko Nieminen 6-3, 6(4)–7, [11-9]                           | Marcelo Melo Bruno Soares                            | Yuri Shukin Daniel Gimeno Traver         | Michail Južnyj Albert Montañés Igor' Andreev Jérémy Chardy         |
| 26 luglio | Farmers Classic 2010 Los Angeles, Stati Uniti ATP World Tour 250 630 500 $ - Cemento - 28S/32Q/16D Singolare - Doppio                                                          | Sam Querrey 5-7, 7–6(2), 6-3                                                  | Andy Murray                                          | Feliciano López Janko Tipsarević         | Alejandro Falla James Blake Marcos Baghdatis Rainer Schüttler      |
| 26 luglio | Farmers Classic 2010 Los Angeles, Stati Uniti ATP World Tour 250 630 500 $ - Cemento - 28S/32Q/16D Singolare - Doppio                                                          | Bob Bryan Mike Bryan 6(6)–7, 6-2, [10-7]                                      | Eric Butorac Jean-Julien Rojer                       | Feliciano López Janko Tipsarević         | Alejandro Falla James Blake Marcos Baghdatis Rainer Schüttler      |
| 26 luglio | Croatia Open Umag 2010 Umago, Croazia ATP World Tour 250 450 000 € - Terra (Rossa) - 32S/32Q/16D Singolare - Doppio                                                            | Juan Carlos Ferrero 6-4, 6-4                                                  | Potito Starace                                       | Juan Ignacio Chela Andreas Seppi         | Nikolaj Davydenko Ivan Ljubičić Aleksandr Dolhopolov Jürgen Melzer |
| 26 luglio | Croatia Open Umag 2010 Umago, Croazia ATP World Tour 250 450 000 € - Terra (Rossa) - 32S/32Q/16D Singolare - Doppio                                                            | Leoš Friedl Filip Polášek 6-3, 7–6(7)                                         | František Čermák Michal Mertiňák                     | Juan Ignacio Chela Andreas Seppi         | Nikolaj Davydenko Ivan Ljubičić Aleksandr Dolhopolov Jürgen Melzer |

### Agosto
| Settimana             | Torneo | Campioni                                    | Finalisti                          | Semifinalisti                   | Eliminati ai quarti                                                |
| --------------------- | --- | ------------------------------------------- | ---------------------------------- | ------------------------------- | ------------------------------------------------------------------ |
| 2 agosto              | Washington Open 2010 Washington, Stati Uniti ATP World Tour 500 1 402 000 $ - Cemento - 48S/24Q/16D Singolare - Doppio          | David Nalbandian 6–2, 7–6(4)                | Marcos Baghdatis                   | Xavier Malisse Marin Čilić      | Tomáš Berdych Fernando Verdasco Janko Tipsarević Gilles Simon      |
| 2 agosto              | Washington Open 2010 Washington, Stati Uniti ATP World Tour 500 1 402 000 $ - Cemento - 48S/24Q/16D Singolare - Doppio          | Mardy Fish Mark Knowles 4–6, 7–6(7), [10–7] | Tomáš Berdych Radek Štěpánek       | Xavier Malisse Marin Čilić      | Tomáš Berdych Fernando Verdasco Janko Tipsarević Gilles Simon      |
| 9 agosto              | Canadian Open 2010 Toronto, Canada ATP World Tour Masters 1000 3 000 000 $ - Cemento - 56S/28Q/24D Singolare - Doppio           | Andy Murray 7-5, 7-5                        | Roger Federer                      | Rafael Nadal Novak Đoković      | Philipp Kohlschreiber David Nalbandian Tomáš Berdych Jérémy Chardy |
| 9 agosto              | Canadian Open 2010 Toronto, Canada ATP World Tour Masters 1000 3 000 000 $ - Cemento - 56S/28Q/24D Singolare - Doppio           | Bob Bryan Mike Bryan 7-5, 6-3               | Julien Benneteau Michaël Llodra    | Rafael Nadal Novak Đoković      | Philipp Kohlschreiber David Nalbandian Tomáš Berdych Jérémy Chardy |
| 16 agosto             | Cincinnati Open 2010 Cincinnati, Stati Uniti ATP World Tour Masters 1000 3 000 000 $ - Cemento - 56S/28Q/24D Singolare - Doppio | Roger Federer 6(5)–7, 7-6(1), 6-4           | Mardy Fish                         | Marcos Baghdatis Andy Roddick   | Rafael Nadal Nikolaj Davydenko Andy Murray Novak Đoković           |
| 16 agosto             | Cincinnati Open 2010 Cincinnati, Stati Uniti ATP World Tour Masters 1000 3 000 000 $ - Cemento - 56S/28Q/24D Singolare - Doppio | Bob Bryan Mike Bryan 6-3, 6-4               | Mahesh Bhupathi Maks Mirny         | Marcos Baghdatis Andy Roddick   | Rafael Nadal Nikolaj Davydenko Andy Murray Novak Đoković           |
| 23 agosto             | Pilot Pen Tennis 2010 New Haven, Stati Uniti ATP World Tour 250 750 000 $ - Cemento - 48S/32Q/16D Singolare - Doppio            | Serhij Stachovs'kyj 3–6, 6–3, 6–4           | Denis Istomin                      | Thiemo de Bakker Viktor Troicki | Marcos Baghdatis Evgenij Korolëv Radek Štěpánek Tejmuraz Gabašvili |
| 23 agosto             | Pilot Pen Tennis 2010 New Haven, Stati Uniti ATP World Tour 250 750 000 $ - Cemento - 48S/32Q/16D Singolare - Doppio            | Robert Lindstedt Horia Tecău 6–4, 7–5       | Rohan Bopanna Aisam-ul-Haq Qureshi | Thiemo de Bakker Viktor Troicki | Marcos Baghdatis Evgenij Korolëv Radek Štěpánek Tejmuraz Gabašvili |
| 30 agosto 6 settembre | US Open 2010 New York, Stati Uniti Grande Slam 22.668.000 $ - Cemento 128S/128Q/64D/32X Singolare - Doppio - Doppio misto       | Rafael Nadal 6-4, 5-7, 6-4, 6-2             | Novak Đoković                      | Michail Južnyj Roger Federer    | Fernando Verdasco Stan Wawrinka Gaël Monfils Robin Söderling       |
| 30 agosto 6 settembre | US Open 2010 New York, Stati Uniti Grande Slam 22.668.000 $ - Cemento 128S/128Q/64D/32X Singolare - Doppio - Doppio misto       | Bob Bryan Mike Bryan 7–6(5), 7–6(4)         | Rohan Bopanna Aisam-ul-Haq Qureshi | Michail Južnyj Roger Federer    | Fernando Verdasco Stan Wawrinka Gaël Monfils Robin Söderling       |
| 30 agosto 6 settembre | US Open 2010 New York, Stati Uniti Grande Slam 22.668.000 $ - Cemento 128S/128Q/64D/32X Singolare - Doppio - Doppio misto       | Liezel Huber Bob Bryan 6-4, 6-4             | Květa Peschke Aisam-ul-Haq Qureshi | Michail Južnyj Roger Federer    | Fernando Verdasco Stan Wawrinka Gaël Monfils Robin Söderling       |

### Settembre
| Settimana    | Torneo | Campioni                                          | Finalisti                               | Semifinalisti                         | Eliminati ai quarti                                         |
| ------------ | --- | ------------------------------------------------- | --------------------------------------- | ------------------------------------- | ----------------------------------------------------------- |
| 13 settembre | Semifinali Coppa Davis 2010 Lione, Francia - Cemento indoor Belgrado, Serbia - Cemento indoor                             | Vincenti semifinali Francia 5-0 Serbia 3-2        | Perdenti semifinali Argentina Rep. Ceca |                                       |                                                             |
| 20 settembre | BCR Open Romania 2010 Bucarest, Romania ATP World Tour 250 450 000 € - Terra (Rossa) - 32S/32Q/16D Singolare - Doppio     | Juan Ignacio Chela 7-5, 6-1                       | Pablo Andújar                           | Albert Montañés Marcel Granollers     | Jérémy Chardy Björn Phau Potito Starace Pablo Cuevas        |
| 20 settembre | BCR Open Romania 2010 Bucarest, Romania ATP World Tour 250 450 000 € - Terra (Rossa) - 32S/32Q/16D Singolare - Doppio     | Juan Ignacio Chela Łukasz Kubot 6–2, 5–7, [13–11] | Marcel Granollers Santiago Ventura      | Albert Montañés Marcel Granollers     | Jérémy Chardy Björn Phau Potito Starace Pablo Cuevas        |
| 20 settembre | Open de Moselle 2010 Metz, Francia ATP World Tour 250 450 000 € - Cemento indoor - 32S/32Q/16D Singolare - Doppio         | Gilles Simon 6-3, 6-2                             | Miša Zverev                             | Philipp Kohlschreiber Richard Gasquet | Marin Čilić Xavier Malisse Tommy Robredo Jarkko Nieminen    |
| 20 settembre | Open de Moselle 2010 Metz, Francia ATP World Tour 250 450 000 € - Cemento indoor - 32S/32Q/16D Singolare - Doppio         | Dustin Brown Rogier Wassen 6–3, 6–3               | Marcelo Melo Bruno Soares               | Philipp Kohlschreiber Richard Gasquet | Marin Čilić Xavier Malisse Tommy Robredo Jarkko Nieminen    |
| 27 settembre | Thailand Open 2010 Bangkok, Thailandia ATP World Tour 250 608 500 $ - Cemento indoor - 32S/32Q/16D Singolare - Doppio     | Guillermo García López 6–4, 3–6, 6–4              | Jarkko Nieminen                         | Rafael Nadal Benjamin Becker          | Michail Kukuškin Ernests Gulbis Jürgen Melzer Daniel Brands |
| 27 settembre | Thailand Open 2010 Bangkok, Thailandia ATP World Tour 250 608 500 $ - Cemento indoor - 32S/32Q/16D Singolare - Doppio     | Christopher Kas Viktor Troicki 6-4, 6-4           | Jonathan Erlich Jürgen Melzer           | Rafael Nadal Benjamin Becker          | Michail Kukuškin Ernests Gulbis Jürgen Melzer Daniel Brands |
| 27 settembre | Malaysian Open 2010 Kuala Lumpur, Malaysia ATP World Tour 250 947 750 $ - Cemento indoor - 28S/32S/16D Singolare - Doppio | Michail Južnyj 6(2)–7, 6–2, 7–6(3)                | Andrej Golubev                          | David Ferrer Igor' Andreev            | Robin Söderling Tomáš Berdych Marcos Baghdatis Milos Raonic |
| 27 settembre | Malaysian Open 2010 Kuala Lumpur, Malaysia ATP World Tour 250 947 750 $ - Cemento indoor - 28S/32S/16D Singolare - Doppio | František Čermák Michal Mertiňák 7–6(3), 7–6(5)   | Mariusz Fyrstenberg Marcin Matkowski    | David Ferrer Igor' Andreev            | Robin Söderling Tomáš Berdych Marcos Baghdatis Milos Raonic |

### Ottobre
| Settimana  | Torneo | Campioni                                        | Finalisti                            | Semifinalisti                      | Eliminati ai quarti                                                     |
| ---------- | --- | ----------------------------------------------- | ------------------------------------ | ---------------------------------- | ----------------------------------------------------------------------- |
| 4 ottobre  | China Open 2010 Pechino, Cina ATP World Tour 500 3 337 000 $ - Cemento - 32S/32Q/16D Singolare - Doppio                               | Novak Đoković 6-2, 6-4                          | David Ferrer                         | John Isner Ivan Ljubičić           | Gilles Simon Nikolaj Davydenko Robin Söderling Andy Murray              |
| 4 ottobre  | China Open 2010 Pechino, Cina ATP World Tour 500 3 337 000 $ - Cemento - 32S/32Q/16D Singolare - Doppio                               | Bob Bryan Mike Bryan 6–1, 7–6(5)                | Mariusz Fyrstenberg Marcin Matkowski | John Isner Ivan Ljubičić           | Gilles Simon Nikolaj Davydenko Robin Söderling Andy Murray              |
| 4 ottobre  | Japan Open Tennis Champs Tokyo, Giappone ATP World Tour 500 1 226 500 $ - Cemento - 32S/32Q/16D Singolare - Doppio                    | Rafael Nadal 6-1, 7-5                           | Gaël Monfils                         | Viktor Troicki Radek Štěpánek      | Dmitrij Tursunov Guillermo García López Jarkko Nieminen Andy Roddick    |
| 4 ottobre  | Japan Open Tennis Champs Tokyo, Giappone ATP World Tour 500 1 226 500 $ - Cemento - 32S/32Q/16D Singolare - Doppio                    | Eric Butorac Jean-Julien Rojer 6–3, 6–2         | Andreas Seppi Dmitrij Tursunov       | Viktor Troicki Radek Štěpánek      | Dmitrij Tursunov Guillermo García López Jarkko Nieminen Andy Roddick    |
| 11 ottobre | Shanghai ATP Masters 1000 p/b Rolex Shanghai, Cina ATP World Tour Masters 1000 5 250 000 $ - Cemento - 56S/28Q/24D Singolare - Doppio | Andy Murray 6-3, 6-2                            | Roger Federer                        | Juan Mónaco Novak Đoković          | Jürgen Melzer Jo-Wilfried Tsonga Robin Söderling Guillermo García López |
| 11 ottobre | Shanghai ATP Masters 1000 p/b Rolex Shanghai, Cina ATP World Tour Masters 1000 5 250 000 $ - Cemento - 56S/28Q/24D Singolare - Doppio | Jürgen Melzer Leander Paes 7-5, 4-6, [10-5]     | Mariusz Fyrstenberg Marcin Matkowski | Juan Mónaco Novak Đoković          | Jürgen Melzer Jo-Wilfried Tsonga Robin Söderling Guillermo García López |
| 18 ottobre | Stockholm Open 2010 Stoccolma, Svezia ATP World Tour 250 600 000 € - Cemento indoor - 32S/32Q/16D Singolare - Doppio                  | Roger Federer 6–4, 6–3                          | Florian Mayer                        | Ivan Ljubičić Jarkko Nieminen      | Stan Wawrinka Ivan Dodig James Blake Robin Söderling                    |
| 18 ottobre | Stockholm Open 2010 Stoccolma, Svezia ATP World Tour 250 600 000 € - Cemento indoor - 32S/32Q/16D Singolare - Doppio                  | Eric Butorac Jean-Julien Rojer 6–3, 6–4         | Johan Brunström Jarkko Nieminen      | Ivan Ljubičić Jarkko Nieminen      | Stan Wawrinka Ivan Dodig James Blake Robin Söderling                    |
| 18 ottobre | Kremlin Cup 2010 Mosca, Russia ATP World Tour 250 1 080 500 $ - Cemento indoor - 32S/32Q/16D Singolare - Doppio                       | Viktor Troicki 3–6, 6–4, 6–3                    | Marcos Baghdatis                     | Pablo Cuevas Denis Istomin         | Radek Štěpánek Horacio Zeballos Aleksandr Dolhopolov Igor' Kunicyn      |
| 18 ottobre | Kremlin Cup 2010 Mosca, Russia ATP World Tour 250 1 080 500 $ - Cemento indoor - 32S/32Q/16D Singolare - Doppio                       | Igor' Kunicyn Dmitrij Tursunov 7–6(8), 6–3      | Janko Tipsarević Viktor Troicki      | Pablo Cuevas Denis Istomin         | Radek Štěpánek Horacio Zeballos Aleksandr Dolhopolov Igor' Kunicyn      |
| 25 ottobre | St. Petersburg Open 2010 San Pietroburgo, Russia ATP World Tour 250 750 000 $ - Cemento indoor - 32S/32Q/16D Singolare - Doppio       | Michail Kukuškin 6–3, 7–6(2)                    | Michail Južnyj                       | Dmitrij Tursunov Illja Marčenko    | Victor Hănescu Aleksandr Dolhopolov Janko Tipsarević Benjamin Becker    |
| 25 ottobre | St. Petersburg Open 2010 San Pietroburgo, Russia ATP World Tour 250 750 000 $ - Cemento indoor - 32S/32Q/16D Singolare - Doppio       | Daniele Bracciali Potito Starace 7–6(6), 7–6(5) | Rohan Bopanna Aisam-ul-Haq Qureshi   | Dmitrij Tursunov Illja Marčenko    | Victor Hănescu Aleksandr Dolhopolov Janko Tipsarević Benjamin Becker    |
| 25 ottobre | Vienna Open 2010 Vienna, Austria ATP World Tour 250 574 750 € - Cemento indoor - 32S/32Q/16D Singolare - Doppio                       | Jürgen Melzer 6(10)–7, 7–6(4), 6–4              | Andreas Haider-Maurer                | Nicolás Almagro Michael Berrer     | Philipp Kohlschreiber Juan Ignacio Chela Marcos Baghdatis Marin Čilić   |
| 25 ottobre | Vienna Open 2010 Vienna, Austria ATP World Tour 250 574 750 € - Cemento indoor - 32S/32Q/16D Singolare - Doppio                       | Daniel Nestor Nenad Zimonjić 7–5, 3–6, [10–5]   | Mariusz Fyrstenberg Marcin Matkowski | Nicolás Almagro Michael Berrer     | Philipp Kohlschreiber Juan Ignacio Chela Marcos Baghdatis Marin Čilić   |
| 25 ottobre | Open Sud de France 2010 Montpellier, Francia ATP World Tour 250 650 000 € - Cemento indoor - 32S/32Q/16D Singolare - Doppio           | Gaël Monfils 6–2, 5–7, 6–1                      | Ivan Ljubičić                        | Albert Montañés Jo-Wilfried Tsonga | Nikolaj Davydenko Jarkko Nieminen John Isner Gilles Simon               |
| 25 ottobre | Open Sud de France 2010 Montpellier, Francia ATP World Tour 250 650 000 € - Cemento indoor - 32S/32Q/16D Singolare - Doppio           | Stephen Huss Ross Hutchins 6–2, 4–6, [10–7]     | Marc López Eduardo Schwank           | Albert Montañés Jo-Wilfried Tsonga | Nikolaj Davydenko Jarkko Nieminen John Isner Gilles Simon               |

### Novembre
| Settimana   | Torneo | Campioni                                     | Finalisti                    | Semifinalisti                | Eliminati ai quarti                                                          |
| ----------- | --- | -------------------------------------------- | ---------------------------- | ---------------------------- | ---------------------------------------------------------------------------- |
| 1º novembre | Valencia Open 500 2010 Valencia, Spagna ATP World Tour 500 2 019 000 € - Cemento indoor - 32S/32Q/16D Singolare - Doppio            | David Ferrer 7-5, 6-3                        | Marcel Granollers            | Robin Söderling Gilles Simon | Juan Mónaco Nikolaj Davydenko Potito Starace Gaël Monfils                    |
| 1º novembre | Valencia Open 500 2010 Valencia, Spagna ATP World Tour 500 2 019 000 € - Cemento indoor - 32S/32Q/16D Singolare - Doppio            | Andy Murray Jamie Murray 7–6(8), 5-7, [10-7] | Mahesh Bhupathi Maks Mirny   | Robin Söderling Gilles Simon | Juan Mónaco Nikolaj Davydenko Potito Starace Gaël Monfils                    |
| 1º novembre | Swiss Indoors Basel 2010 Basilea, Svizzera ATP World Tour 500 1 755 000 € - Cemento indoor - 32S/32Q/16D Singolare - Doppio         | Roger Federer 6-4, 3-6, 6-1                  | Novak Đoković                | Andy Roddick Viktor Troicki  | Radek Štěpánek David Nalbandian Richard Gasquet Robin Haase                  |
| 1º novembre | Swiss Indoors Basel 2010 Basilea, Svizzera ATP World Tour 500 1 755 000 € - Cemento indoor - 32S/32Q/16D Singolare - Doppio         | Bob Bryan Mike Bryan 6-3, 3-6, [10-3]        | Daniel Nestor Nenad Zimonjić | Andy Roddick Viktor Troicki  | Radek Štěpánek David Nalbandian Richard Gasquet Robin Haase                  |
| 8 novembre  | Paris Masters Parigi, Francia ATP World Tour Masters 1000 2 750 000 $ - Cemento indoor - 48S/24Q/24D Singolare - Doppio             | Robin Söderling 6-1, 7-6(1)                  | Gaël Monfils                 | Roger Federer Michaël Llodra | Jürgen Melzer Andy Murray Andy Roddick Nikolaj Davydenko                     |
| 8 novembre  | Paris Masters Parigi, Francia ATP World Tour Masters 1000 2 750 000 $ - Cemento indoor - 48S/24Q/24D Singolare - Doppio             | Mahesh Bhupathi Maks Mirny 7-5, 7-5          | Mark Knowles Andy Ram        | Roger Federer Michaël Llodra | Jürgen Melzer Andy Murray Andy Roddick Nikolaj Davydenko                     |
| 15 novembre | Nessun torneo | Nessun torneo                                | Nessun torneo                | Nessun torneo                | Nessun torneo                                                                |
| 22 novembre | ATP World Tour Finals 2010 Londra, Gran Bretagna ATP World Tour Finals 2 227 500 £ - Cemento indoor - 8S/8D (RR) Singolare - Doppio | Roger Federer 6–3, 3–6, 6–1                  | Rafael Nadal                 | Andy Murray Novak Đoković    | Perdenti Round Robin Tomáš Berdych Andy Roddick Robin Söderling David Ferrer |
| 22 novembre | ATP World Tour Finals 2010 Londra, Gran Bretagna ATP World Tour Finals 2 227 500 £ - Cemento indoor - 8S/8D (RR) Singolare - Doppio | Daniel Nestor Nenad Zimonjić 7–6(6), 6–4     | Mahesh Bhupathi Maks Mirny   | Andy Murray Novak Đoković    | Perdenti Round Robin Tomáš Berdych Andy Roddick Robin Söderling David Ferrer |

### Dicembre
| Settimana  | Torneo                                                    | Campioni   | Finalisti | Semifinalisti | Eliminati ai quarti |
| ---------- | --------------------------------------------------------- | ---------- | --------- | ------------- | ------------------- |
| 4 dicembre | Finale Coppa Davis 2010 Belgrado, Serbia – Cemento indoor | Serbia 3–2 | Francia   |               |                     |

## Informazioni Statistiche

### Titoli vinti per giocatore
| Titoli | Giocatore              | S | D | X | S | D | S | D | S | D | S | D | S | D  | X |
| ------ | ---------------------- | - | - | - | - | - | - | - | - | - | - | - | - | -- | - |
| 11     | Bob Bryan              |   | ● | ● |   |   |   | ● |   | ● |   | ● | 0 | 10 | 1 |
| 10     | Mike Bryan             |   | ● |   |   |   |   | ● |   | ● |   | ● | 0 | 9  | 0 |
| 8      | Rafael Nadal           | ● |   |   |   |   | ● | ● | ● |   |   |   | 7 | 1  | 0 |
| 6      | Nenad Zimonjić         |   | ● | ● |   |   |   | ● |   | ● |   | ● | 0 | 5  | 1 |
| 6      | Sam Querrey            |   |   |   |   |   |   |   | ● | ● | ● | ● | 4 | 2  | 0 |
| 5      | Daniel Nestor          |   | ● |   |   |   |   | ● |   | ● |   | ● | 0 | 5  | 0 |
| 5      | Horia Tecău            |   |   |   |   |   |   |   |   |   |   | ● | 0 | 5  | 0 |
| 4      | Leander Paes           |   |   | ● |   |   |   | ● |   |   |   |   | 0 | 2  | 2 |
| 4      | Mardy Fish             |   |   |   |   |   |   |   |   | ● | ● | ● | 2 | 2  | 0 |
| 4      | Robert Lindstedt       |   |   |   |   |   |   |   |   |   |   | ● | 0 | 4  | 0 |
| 3      | Jürgen Melzer          |   | ● |   |   |   |   | ● |   |   |   | ● | 0 | 3  | 0 |
| 3      | Marc López             |   |   |   |   |   |   | ● |   | ● |   | ● | 0 | 3  | 0 |
| 3      | Novak Đoković          |   |   |   |   |   |   |   | ● |   |   | ● | 2 | 1  | 0 |
| 3      | Oliver Marach          |   |   |   |   |   |   |   |   | ● |   | ● | 0 | 3  | 0 |
| 3      | Juan Carlos Ferrero    |   |   |   |   |   |   |   |   |   | ● |   | 3 | 0  | 0 |
| 3      | Juan Ignacio Chela     |   |   |   |   |   |   |   |   |   | ● | ● | 2 | 1  | 0 |
| 3      | Michaël Llodra         |   |   |   |   |   |   |   |   |   | ● | ● | 2 | 1  | 0 |
| 3      | Albert Montañés        |   |   |   |   |   |   |   |   |   | ● | ● | 2 | 1  | 0 |
| 3      | Serhij Stachovs'kyj    |   |   |   |   |   |   |   |   |   | ● | ● | 2 | 1  | 0 |
| 3      | Michail Južnyj         |   |   |   |   |   |   |   |   |   | ● | ● | 2 | 1  | 0 |
| 3      | Łukasz Kubot           |   |   |   |   |   |   |   |   | ● |   | ● | 0 | 3  | 0 |
| 2      | Roger Federer          | ● |   |   |   |   | ● |   |   |   |   |   | 2 | 0  | 0 |
| 2      | Philipp Petzschner     |   | ● |   |   |   |   |   |   |   |   | ● | 0 | 2  | 0 |
| 2      | Andy Murray            |   |   |   |   |   | ● |   |   |   |   |   | 2 | 0  | 0 |
| 2      | Andy Roddick           |   |   |   |   |   | ● |   |   |   | ● |   | 2 | 0  | 0 |
| 2      | Fernando Verdasco      |   |   |   |   |   |   |   | ● |   | ● |   | 2 | 0  | 0 |
| 2      | John Isner             |   |   |   |   |   |   |   |   | ● | ● |   | 1 | 1  | 0 |
| 2      | David Marrero          |   |   |   |   |   |   |   |   | ● |   | ● | 0 | 2  | 0 |
| 2      | Nicolás Almagro        |   |   |   |   |   |   |   |   |   | ● |   | 2 | 0  | 0 |
| 2      | Marin Čilić            |   |   |   |   |   |   |   |   |   | ● |   | 2 | 0  | 0 |
| 2      | Guillermo García López |   |   |   |   |   |   |   |   |   | ● | ● | 1 | 1  | 0 |
| 2      | Marcel Granollers      |   |   |   |   |   |   |   |   |   |   | ● | 0 | 2  | 0 |
| 2      | Santiago Ventura       |   |   |   |   |   |   |   |   |   |   | ● | 0 | 2  | 0 |
| 1      | Ivan Ljubičić          |   |   |   |   |   | ● |   |   |   |   |   | 1 | 0  | 0 |
| 1      | Lukáš Dlouhý           |   |   |   |   |   |   | ● |   |   |   |   | 0 | 1  | 0 |
| 1      | David Ferrer           |   |   |   |   |   |   |   | ● |   |   |   | 1 | 0  | 0 |
| 1      | Andrej Golubev         |   |   |   |   |   |   |   | ● |   |   |   | 1 | 0  | 0 |
| 1      | David Nalbandian       |   |   |   |   |   |   |   | ● |   |   |   | 1 | 0  | 0 |
| 1      | Robin Söderling        |   |   |   |   |   |   |   | ● |   |   |   | 1 | 0  | 0 |
| 1      | Simon Aspelin          |   |   |   |   |   |   |   |   | ● |   |   | 0 | 1  | 0 |
| 1      | Eric Butorac           |   |   |   |   |   |   |   |   | ● |   |   | 0 | 1  | 0 |
| 1      | Paul Hanley            |   |   |   |   |   |   |   |   | ● |   |   | 0 | 1  | 0 |
| 1      | Mark Knowles           |   |   |   |   |   |   |   |   | ● |   |   | 0 | 1  | 0 |
| 1      | Jean-Julien Rojer      |   |   |   |   |   |   |   |   | ● |   |   | 0 | 1  | 0 |
| 1      | Marcos Baghdatis       |   |   |   |   |   |   |   |   |   | ● |   | 1 | 0  | 0 |
| 1      | Thomaz Bellucci        |   |   |   |   |   |   |   |   |   | ● |   | 1 | 0  | 0 |
| 1      | Nikolaj Davydenko      |   |   |   |   |   |   |   |   |   | ● |   | 1 | 0  | 0 |
| 1      | Richard Gasquet        |   |   |   |   |   |   |   |   |   | ● |   | 1 | 0  | 0 |
| 1      | Ernests Gulbis         |   |   |   |   |   |   |   |   |   | ● |   | 1 | 0  | 0 |
| 1      | Lleyton Hewitt         |   |   |   |   |   |   |   |   |   | ● |   | 1 | 0  | 0 |
| 1      | Feliciano López        |   |   |   |   |   |   |   |   |   | ● |   | 1 | 0  | 0 |
| 1      | Gilles Simon           |   |   |   |   |   |   |   |   |   | ● |   | 1 | 0  | 0 |
| 1      | Stan Wawrinka          |   |   |   |   |   |   |   |   |   | ● |   | 1 | 0  | 0 |
| 1      | Julien Benneteau       |   |   |   |   |   |   |   |   |   |   | ● | 0 | 1  | 0 |
| 1      | Carlos Berlocq         |   |   |   |   |   |   |   |   |   |   | ● | 0 | 1  | 0 |
| 1      | Rohan Bopanna          |   |   |   |   |   |   |   |   |   |   | ● | 0 | 1  | 0 |
| 1      | Dustin Brown           |   |   |   |   |   |   |   |   |   |   | ● | 0 | 1  | 0 |
| 1      | Johan Brunström        |   |   |   |   |   |   |   |   |   |   | ● | 0 | 1  | 0 |
| 1      | František Čermák       |   |   |   |   |   |   |   |   |   |   | ● | 0 | 1  | 0 |
| 1      | Jérémy Chardy          |   |   |   |   |   |   |   |   |   |   | ● | 0 | 1  | 0 |
| 1      | Pablo Cuevas           |   |   |   |   |   |   |   |   |   |   | ● | 0 | 1  | 0 |
| 1      | Marcus Daniell         |   |   |   |   |   |   |   |   |   |   | ● | 0 | 1  | 0 |
| 1      | Jonathan Erlich        |   |   |   |   |   |   |   |   |   |   | ● | 0 | 1  | 0 |
| 1      | Leoš Friedl            |   |   |   |   |   |   |   |   |   |   | ● | 0 | 1  | 0 |
| 1      | Mariusz Fyrstenberg    |   |   |   |   |   |   |   |   |   |   | ● | 0 | 1  | 0 |
| 1      | Marc Gicquel           |   |   |   |   |   |   |   |   |   |   | ● | 0 | 1  | 0 |
| 1      | Santiago González      |   |   |   |   |   |   |   |   |   |   | ● | 0 | 1  | 0 |
| 1      | Christopher Kas        |   |   |   |   |   |   |   |   |   |   | ● | 0 | 1  | 0 |
| 1      | Scott Lipsky           |   |   |   |   |   |   |   |   |   |   | ● | 0 | 1  | 0 |
| 1      | Michal Mertiňák        |   |   |   |   |   |   |   |   |   |   | ● | 0 | 1  | 0 |
| 1      | Marcin Matkowski       |   |   |   |   |   |   |   |   |   |   | ● | 0 | 1  | 0 |
| 1      | Marcelo Melo           |   |   |   |   |   |   |   |   |   |   | ● | 0 | 1  | 0 |
| 1      | Jarkko Nieminen        |   |   |   |   |   |   |   |   |   |   | ● | 0 | 1  | 0 |
| 1      | Filip Polášek          |   |   |   |   |   |   |   |   |   |   | ● | 0 | 1  | 0 |
| 1      | Sebastián Prieto       |   |   |   |   |   |   |   |   |   |   | ● | 0 | 1  | 0 |
| 1      | Aisam-ul-Haq Qureshi   |   |   |   |   |   |   |   |   |   |   | ● | 0 | 1  | 0 |
| 1      | Rajeev Ram             |   |   |   |   |   |   |   |   |   |   | ● | 0 | 1  | 0 |
| 1      | Travis Rettenmaier     |   |   |   |   |   |   |   |   |   |   | ● | 0 | 1  | 0 |
| 1      | Eduardo Schwank        |   |   |   |   |   |   |   |   |   |   | ● | 0 | 1  | 0 |
| 1      | Bruno Soares           |   |   |   |   |   |   |   |   |   |   | ● | 0 | 1  | 0 |
| 1      | Viktor Troicki         |   |   |   |   |   |   |   |   |   |   | ● | 0 | 1  | 0 |
| 1      | Rogier Wassen          |   |   |   |   |   |   |   |   |   |   | ● | 0 | 1  | 0 |
| 1      | Horacio Zeballos       |   |   |   |   |   |   |   |   |   |   | ● | 0 | 1  | 0 |

### Titoli vinti per nazione
| Titoli Totali | Nazione          | Tornei del Grande Slam | Tornei del Grande Slam | Tornei del Grande Slam | ATP World Tour Finals | ATP World Tour Finals | ATP World Tour Masters 1000 | ATP World Tour Masters 1000 | ATP World Tour 500 | ATP World Tour 500 | ATP World Tour 250 | ATP World Tour 250 | Titoli | Titoli | Titoli |
| Titoli Totali | Nazione          | S                      | D                      | X                      | S                     | D                     | S                           | D                           | S                  | D                  | S                  | D                  | S      | D      | X      |
| ------------- | ---------------- | ---------------------- | ---------------------- | ---------------------- | --------------------- | --------------------- | --------------------------- | --------------------------- | ------------------ | ------------------ | ------------------ | ------------------ | ------ | ------ | ------ |
| 27            | Spagna           | 3                      |                        |                        |                       |                       | 3                           | 1                           | 4                  | 1                  | 10                 | 5                  | 20     | 7      | 0      |
| 27            | Stati Uniti      |                        | 2                      | 1                      |                       |                       | 1                           | 4                           | 1                  | 4                  | 6                  | 8                  | 9      | 17     | 1      |
| 13            | Serbia           |                        | 1                      | 1                      |                       | 1                     |                             | 1                           | 2                  | 2                  |                    | 4                  | 3      | 9      | 1      |
| 8             | Svezia           |                        |                        |                        |                       |                       | 1                           |                             | 1                  | 1                  |                    | 5                  | 2      | 6      | 0      |
| 6             | Austria          |                        | 1                      |                        |                       |                       |                             | 1                           |                    | 1                  |                    | 3                  | 0      | 6      | 0      |
| 6             | Argentina        |                        |                        |                        |                       |                       |                             |                             | 1                  |                    | 2                  | 3                  | 3      | 3      | 0      |
| 6             | Francia          |                        |                        |                        |                       |                       |                             |                             |                    |                    | 4                  | 2                  | 4      | 2      | 0      |
| 5             | Canada           |                        | 1                      |                        |                       |                       |                             | 1                           |                    | 2                  |                    | 1                  | 0      | 5      | 0      |
| 5             | India            |                        |                        | 2                      |                       |                       |                             | 2                           |                    |                    |                    | 1                  | 0      | 3      | 2      |
| 5             | Romania          |                        |                        |                        |                       |                       |                             |                             |                    |                    |                    | 5                  | 0      | 5      | 0      |
| 4             | Russia           |                        |                        |                        |                       |                       |                             |                             |                    |                    | 3                  | 1                  | 3      | 1      | 0      |
| 3             | Svizzera         | 1                      |                        |                        |                       |                       | 1                           |                             |                    |                    | 1                  |                    | 3      | 0      | 0      |
| 3             | Germania         |                        | 1                      |                        |                       |                       |                             |                             |                    |                    |                    | 2                  | 0      | 3      | 0      |
| 3             | Croazia          |                        |                        |                        |                       |                       | 1                           |                             |                    |                    | 2                  |                    | 3      | 0      | 0      |
| 3             | Rep. Ceca        |                        |                        |                        |                       |                       |                             | 1                           |                    |                    |                    | 2                  | 0      | 3      | 0      |
| 3             | Polonia          |                        |                        |                        |                       |                       |                             |                             |                    | 1                  |                    | 2                  | 0      | 3      | 0      |
| 3             | Ucraina          |                        |                        |                        |                       |                       |                             |                             |                    |                    | 2                  | 1                  | 2      | 1      | 0      |
| 2             | Regno Unito      |                        |                        |                        |                       |                       | 2                           |                             |                    |                    |                    |                    | 2      | 0      | 0      |
| 2             | Australia        |                        |                        |                        |                       |                       |                             |                             |                    | 1                  | 1                  |                    | 1      | 1      | 0      |
| 2             | Brasile          |                        |                        |                        |                       |                       |                             |                             |                    |                    | 1                  | 1                  | 1      | 1      | 0      |
| 2             | Slovacchia       |                        |                        |                        |                       |                       |                             |                             |                    |                    |                    | 2                  | 0      | 2      | 0      |
| 1             | Kazakistan       |                        |                        |                        |                       |                       |                             |                             | 1                  |                    |                    |                    | 1      | 0      | 0      |
| 1             | Bahamas          |                        |                        |                        |                       |                       |                             |                             |                    | 1                  |                    |                    | 0      | 1      | 0      |
| 1             | Antille Olandesi |                        |                        |                        |                       |                       |                             |                             |                    | 1                  |                    |                    | 0      | 1      | 0      |
| 1             | Cipro            |                        |                        |                        |                       |                       |                             |                             |                    |                    | 1                  |                    | 1      | 0      | 0      |
| 1             | Lettonia         |                        |                        |                        |                       |                       |                             |                             |                    |                    | 1                  |                    | 1      | 0      | 0      |
| 1             | Finlandia        |                        |                        |                        |                       |                       |                             |                             |                    |                    |                    | 1                  | 0      | 1      | 0      |
| 1             | Giamaica         |                        |                        |                        |                       |                       |                             |                             |                    |                    |                    | 1                  | 0      | 1      | 0      |
| 1             | Israele          |                        |                        |                        |                       |                       |                             |                             |                    |                    |                    | 1                  | 0      | 1      | 0      |
| 1             | Messico          |                        |                        |                        |                       |                       |                             |                             |                    |                    |                    | 1                  | 0      | 1      | 0      |
| 1             | Nuova Zelanda    |                        |                        |                        |                       |                       |                             |                             |                    |                    |                    | 1                  | 0      | 1      | 0      |
| 1             | Paesi Bassi      |                        |                        |                        |                       |                       |                             |                             |                    |                    |                    | 1                  | 0      | 1      | 0      |
| 1             | Pakistan         |                        |                        |                        |                       |                       |                             |                             |                    |                    |                    | 1                  | 0      | 1      | 0      |
| 1             | Uruguay          |                        |                        |                        |                       |                       |                             |                             |                    |                    |                    | 1                  | 0      | 1      | 0      |

### Informazioni sui titoli
I giocatori sottoelencati hanno vinto il loro primo titolo in carriera in singolo, doppio o in doppio misto:
- Jérémy Chardy - Brisbane (Doppio)
- Guillermo García López - Doha (Doppio)
- John Isner - Auckland (Singolare)
- Marcus Daniell - Auckland (Doppio)
- Horia Tecău - Auckland (Doppio)
- Aisam-ul-Haq Qureshi - Johannesburg (Doppio)
- Philipp Petzschner - Zagabria (Doppio)
- Sam Querrey - San Jose (Doppio)
- Horacio Zeballos - Buenos Aires (Doppio)
- Ernests Gulbis - Delray Beach (Singolare)
- Santiago González - Belgrado (doppio)
- Travis Rettenmaier - Belgrado (doppio)
- David Marrero - Estoril (doppio)
- Novak Đoković - Queen's (doppio)
- Carlos Berlocq - Stoccarda (doppio)
- Andrej Golubev - Amburgo (singolare)
- Johan Brunström - Gstaad (doppio)
- Dustin Brown - Metz (doppio)

I seguenti giocatori hanno difeso un titolo conquistato nel 2009 in singolo, doppio o doppio misto:
- Bob Bryan - Australian Open (doppio) ; Delray Beach (doppio); Houston (doppio); Los Angeles (doppio)
- Mike Bryan - Australian Open (doppio); Delray Beach (doppio); Houston (doppio); Los Angeles (doppio)
- Marin Čilić - Chennai (Singolare); Zagabria (Singolare)
- Marc Gicquel - Brisbane (Doppio)
- Daniel Nestor - Rotterdam (Doppio), Monte Carlo (doppio), Barcellona (doppio)
- Nenad Zimonjić - Rotterdam (Doppio), Monte Carlo (doppio), Barcellona (doppio)
- Marcel Granollers - Costa do Sauipe (Doppio)
- Michaël Llodra - Marsiglia (Marsiglia)
- Novak Đoković - Dubai (Singolare)
- Rafael Nadal - Monte Carlo (singolare), Roma (singolare)
- Albert Montañés - Estoril (singolare)
- Mariusz Fyrstenberg - Eastbourne (doppio)
- Marcin Matkowski - Eastbourne (doppio)
- Sam Querrey - Los Angeles (singolare)
- Andy Murray - Toronto (singolare)
- Roger Federer - Cincinnati (singolare)

## Ritiri
I seguenti giocatori hanno annunciato il loro ritiro dal tennis professionistico durante il 2010:
- Thierry Ascione
- Guillermo Cañas
- Martin Damm
- Taylor Dent
- Younes El Aynaoui
- Sébastien Grosjean
- Dominik Hrbatý
- Nicolas Kiefer
- Nicolás Lapentti
- Alberto Martín
- Carlos Moyá
- Christophe Rochus
- Fabrice Santoro
- Paradorn Srichaphan
- Kevin Ullyett

## Ritorni
- Thomas Muster